# Apollo 10
Apollo 10 (18–26 tháng 5 năm 1969) là chuyến bay vào vũ trụ có người lái thứ tư trong chương trình Apollo của Hoa Kỳ, đồng thời là chuyến bay thứ hai trên quỹ đạo quanh Mặt Trăng. Sứ mệnh được nhà điều hành NASA xem như một "buổi tổng duyệt" cho cuộc đổ bộ đầu tiên xuống Mặt Trăng trên Apollo 11. Với loại nhiệm vụ được chỉ định là "F", chuyến bay có mục tiêu thử nghiệm tất cả các bộ phận tàu vũ trụ và thủ tục mà không thực sự hạ cánh và cất cánh.
Sau khi phi thuyền đi tới quỹ đạo vệ tinh tự nhiên của Trái Đất, phi hành gia John Young đã ở lại trên mô-đun chỉ huy và dịch vụ (CSM) trong khi Thomas Stafford cùng Gene Cernan điều khiển Mô-đun Mặt Trăng Apollo (LM) xuống độ cao 14,4 kilômét (7,8 nmi) phía trên bề mặt Mặt Trăng, điểm bắt đầu quá trình hạ cánh bằng động cơ trong một nhiệm vụ đổ bộ. Qua bốn vòng quỹ đạo, hai phi hành gia hội ngộ với Young bên trong CSM và, sau khi CSM hoàn thành quỹ đạo thứ 31 quanh Mặt Trăng, họ cùng quay trở về Trái Đất an toàn.
Dù NASA đã cân nhắc đến việc thực hiện cuộc đổ bộ đầu tiên ngay trên Apollo 10, những người lập kế hoạch sứ mệnh cuối cùng quyết định rằng cần phải tiến hành một chuyến bay tập luyện để hoàn thiện các quy trình và kỹ thuật. Phi hành đoàn đã gặp phải một số vấn đề trong nhiệm vụ như dao động pogo (pogo oscillation) trong giai đoạn phóng và tầng cất cánh (ascent stage) của LM bị lộn nhào không kiểm soát trên quỹ đạo Mặt Trăng trong chuyến bay đơn. Tuy vậy, sứ mệnh vẫn hoàn thành được các mục tiêu chính. Stafford và Cernan đã quan sát và chụp ảnh địa điểm hạ cánh dự kiến của Apollo 11 tại Biển Tĩnh Lặng. Apollo 10 dành tổng cộng 61 giờ, 37 phút bay quanh Mặt Trăng; khoảng tám giờ trong đó, Stafford và Cernan điều khiển LM với Young ở trên CSM. Thời gian phi hành đoàn ở trên vũ trụ là tám ngày. Ngoài ra, Apollo 10 còn lập kỷ lục về tốc độ cao nhất của một phương tiện có người lái: 39.897 km/h (11,08 km/s hoặc 24.791 mph) vào ngày 26 tháng 5 năm 1969, trong khi trở về từ Mặt Trăng.
Các tín hiệu gọi của nhiệm vụ đều xuất phát từ tên nhân vật trong comic strip Peanuts, với Charlie Brown dành cho CSM và Snoopy dành cho LM; đây còn là các linh vật bán chính thức của Apollo 10. Người sáng tạo ra Peanuts là Charles Schulz cũng đã vẽ các tác phẩm nghệ thuật liên quan đến sứ mệnh cho NASA.

## Cơ cấu

### Bối cảnh
Năm 1967, NASA lập ra danh sách các loại nhiệm vụ được ký hiệu bằng chữ cái, cần phải thực hiện trước khi tiến hành cuộc đổ bộ, hay nhiệm vụ loại "G". Các chuyến bay không người lái đầu tiên được coi là nhiệm vụ loại "A" hoặc "B", trong khi Apollo 7, chuyến bay thử nghiệm có người lái của mô-đun chỉ huy và dịch vụ, là nhiệm vụ loại "C". Cuộc thử nghiệm có phi hành đoàn đầu tiên trên quỹ đạo của Mô-đun Mặt Trăng đã được tiến hành trong một sứ mệnh loại "D" là Apollo 9. Apollo 8, vốn bay tới quỹ đạo Mặt Trăng mà không có LM, được coi là sứ mệnh loại "C-prime", nhưng thành công của nó đã mang lại cho NASA sự tự tin để bỏ qua sứ mệnh loại "E", thử nghiệm toàn bộ tàu vũ trụ Apollo trên quỹ đạo Trái Đất tầm trung hoặc tầm cao. Apollo 10, buổi tổng duyệt cho cuộc đổ bộ Mặt Trăng, sẽ là nhiệm vụ loại "F".
NASA cũng từng cân nhắc bỏ qua nhiệm vụ loại "F" và nỗ lực thực hiện cuộc đổ bộ đầu tiên trên Apollo 10. Một số người trong cơ quan ủng hộ điều này, họ cảm thấy việc đưa các phi hành gia đến gần bề mặt Mặt Trăng như vậy mà chỉ để quay trở về sẽ là vô nghĩa. Mặc dù mô-đun Mặt Trăng dành cho Apollo 10 quá nặng để thực hiện nhiệm vụ, LM của Apollo 11 có thể được thay thế bằng cách trì hoãn Apollo 10 một tháng so với ngày phóng dự kiến vào tháng 5 năm 1969. Một quan chức NASA là George Mueller ủng hộ nỗ lực hạ cánh trên Apollo 10; ông được biết đến với cách tiếp cận táo bạo để thúc đẩy chương trình Apollo. Tuy nhiên, Giám đốc Điều hành Chuyến bay Christopher C. Kraft và những nhân sự khác phản đối điều này. Họ cảm thấy rằng cần phải phát triển các thủ tục mới cho một cuộc gặp gỡ trên quỹ đạo quanh vệ tinh tự nhiên của Trái Đất và NASA đã có thông tin không đầy đủ về nồng độ khối lượng (mass concentration) Mặt Trăng, vốn có thể làm thay đổi đường bay phi thuyền. Sau khi lắng nghe lập luận từ cả hai phía, Giám đốc Chương trình Apollo là Trung tướng Sam Phillips quyết định rằng việc tiến hành một cuộc tổng duyệt là rất quan trọng.

### Phi hành đoàn và nhân viên Kiểm soát Sứ mệnh chủ chốt
| Vai trò                         | Phi hành gia                         | Phi hành gia                         |
| ------------------------------- | ------------------------------------ | ------------------------------------ |
| Chỉ huy (CDR)                   | Thomas P. Stafford Chuyến bay thứ ba | Thomas P. Stafford Chuyến bay thứ ba |
| Phi công Mô-đun Chỉ huy (CMP)   | John W. Young Chuyến bay thứ ba      | John W. Young Chuyến bay thứ ba      |
| Phi công Mô-đun Mặt Trăng (LMP) | Eugene A. Cernan Chuyến bay thứ hai  | Eugene A. Cernan Chuyến bay thứ hai  |

Ngày 13 tháng 11 năm 1968, NASA công bố phi hành đoàn của Apollo 10. Thành viên thứ nhất là Chỉ huy Thomas P. Stafford, 38 tuổi, tốt nghiệp Học viện Hải quân năm 1952 và được phân vào Không quân. Là thành viên của nhóm phi hành gia thứ hai (1962), ông từng làm phi công trên Gemini 6A (1965) và phi công chỉ huy trên Gemini 9A (1966). Thành viên thứ hai là Phi công Mô-đun Chỉ huy John Young, 38 tuổi, đang giữ quân hàm chỉ huy ở Hải quân vào thời điểm phóng Apollo 10. Young tốt nghiệp Học viện Công nghệ Georgia năm 1952 rồi gia nhập Hải quân, sau đó trở thành phi công thử nghiệm vào năm 1959. Ông cũng được chọn vào nhóm phi hành gia thứ hai cùng với Stafford và đã bay trên Gemini 3 với Gus Grissom vào năm 1965, chuyến bay giúp ông trở thành người Mỹ đầu tiên không thuộc nhóm Mercury Seven đi vào không gian. Sau đó, Young chỉ huy Gemini 10 (1966), bay cùng Michael Collins. Thành viên cuối cùng là Phi công Mô-đun Mặt Trăng Eugene Cernan, một chỉ huy 35 tuổi của Hải quân vào thời điểm phóng Apollo 10. Cernan tốt nghiệp Đại học Purdue năm 1952 và gia nhập Hải quân ngay sau đó. Ông là thành viên của nhóm phi hành gia thứ ba (1963), từng bay cùng Stafford trên Gemini 9A trước khi được phân vào Apollo 10. Với tổng cộng năm chuyến bay trước khi đảm nhận nhiệm vụ, phi hành đoàn Apollo 10 là tổ bay có nhiều kinh nghiệm du hành không gian nhất cho đến kỷ nguyên tàu con thoi, và là chuyến bay vũ trụ đầu tiên của Mỹ có thành viên đều là những phi hành gia kỳ cựu.
Phi hành đoàn dự phòng cho Apollo 10 gồm có L. Gordon Cooper Jr làm chỉ huy, Donn F. Eisele làm phi công mô-đun chỉ huy và Edgar D. Mitchell làm phi công mô-đun Mặt Trăng. Theo trình tự luân phiên phi hành đoàn trong chương trình Apollo, Cooper, Eisele và Mitchell sẽ bay trên Apollo 13, tuy nhiên Cooper và Eisele đã không tiếp tục bay. Giám đốc Điều hành Phi hành đoàn Deke Slayton cảm thấy Cooper không tập luyện đủ chăm chỉ. Eisele thì bị cấm bay vì những lùm xùm với tư cách CMP trong sứ mệnh Apollo 7, nhiệm vụ chứng kiến nhiều xung đột giữa phi hành đoàn với bộ phận kiểm soát mặt đất; ông cũng đã trải qua một cuộc ly hôn đầy rắc rối. Slayton chỉ bổ nhiệm họ làm phi hành gia dự phòng vì ông không còn nhiều cái tên kỳ cựu có thể đảm nhận vị trí này. Cooper và Eisele lần lượt được thay thế bởi Alan Shepard và Stuart Roosa. Cảm thấy họ cần thêm thời gian đào tạo, George Mueller đã loại bỏ phi hành đoàn Apollo 13. Tổ bay sau đó được luân chuyển sang Apollo 14, sứ mệnh chứng kiến Shepard và Mitchell đi bộ trên bề mặt Mặt Trăng.
Đối với các dự án Mercury và Gemini, chỉ có một phi hành đoàn chính và một phi hành đoàn dự phòng. Trong chương trình Apollo, sẽ có thêm một nhóm phi hành gia thứ ba gọi là phi hành đoàn hỗ trợ. Slayton đã thành lập các phi hành đoàn hỗ trợ vào giai đoạn đầu của chương trình theo lời khuyên từ McDivitt, người sẽ chỉ huy Apollo 9. McDivitt tin rằng, với sự chuẩn bị đang diễn ra tại các cơ sở trên khắp Hoa Kỳ, các cuộc họp cần có sự tham gia của thành viên phi hành đoàn chuyến bay sẽ bị bỏ lỡ. Các thành viên đội hỗ trợ sẽ tham dự theo chỉ đạo của người chỉ huy nhiệm vụ. Do thường có thâm niên thấp, họ được giao nhiệm vụ tập hợp và cập nhật các quy tắc của sứ mệnh, kế hoạch bay và danh sách kiểm tra. Đối với Apollo 10, phi hành đoàn hỗ trợ gồm Joe Engle, James Irwin và Charles Duke.
Các giám đốc chuyến bay là Gerry Griffin, Glynn Lunney, Milt Windler và Pete Frank. Trong chương trình Apollo, vị trí này có mô tả công việc chỉ gồm một câu: "Giám đốc chuyến bay có thể thực hiện bất kỳ hành động nào cần thiết cho sự an toàn của phi hành đoàn và thành công của nhiệm vụ". Liên lạc viên khoang vũ trụ (capsule communicator, viết tắt là CAPCOM) gồm có Duke, Engle, Jack Lousma và Bruce McCandless II.

### Tín hiệu gọi và huy hiệu sứ mệnh

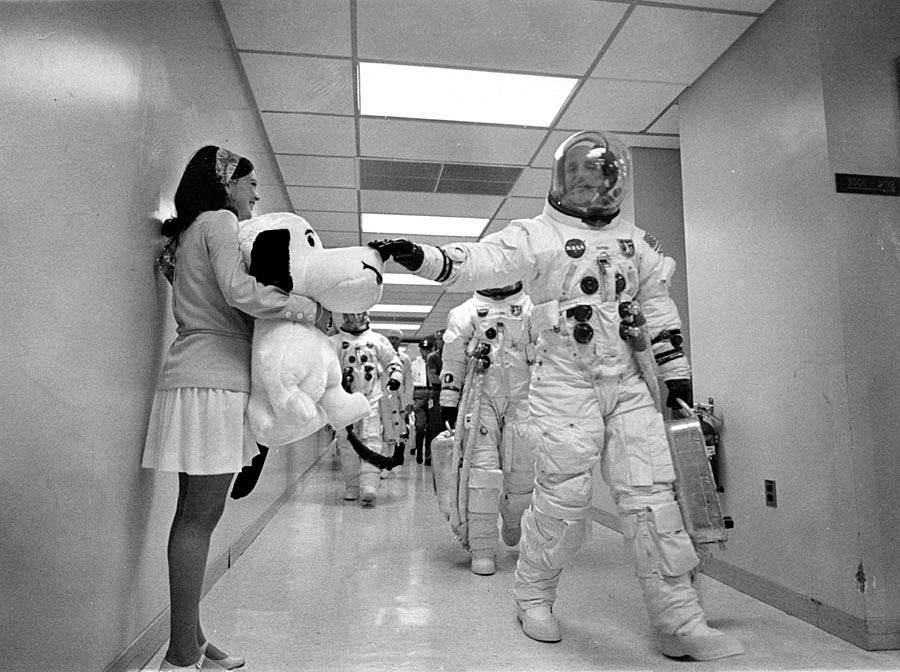
Stafford chạm vào một con búp bê "Snoopy" trên đường ra bệ phóng.

Mô-đun chỉ huy có tín hiệu gọi là "Charlie Brown" còn mô-đun Mặt Trăng là "Snoopy", dựa trên tên của các nhân vật trong comic strip Peanuts là Charlie Brown và Snoopy. Chúng được các phi hành gia lựa chọn với sự chấp thuận của người sáng tạo ra bộ truyện Charles Schulz, nhưng chính ông cũng không chắc liệu đó có phải là một ý tốt hay không vì Charlie Brown luôn gặp những thất bại. Một số người tại NASA cho rằng việc lựa chọn tên gọi này thiếu nghiêm túc, cũng như quyết định lựa chọn tín hiệu gọi cho CM và LM của Apollo 9 ("Gumdrop" – một loại kẹo dẻo, và "Spider" – nhện). Giám đốc quan hệ công chúng Julian Scheer đã thúc giục sự thay đổi cho nhiệm vụ đổ bộ Mặt Trăng (Apollo 11). Nhưng đối với Apollo 10, theo Cernan, "Những người làm quan hệ công chúng đã thua thảm hại, bởi vì mọi người trên hành tinh này đều biết đến cậu bé vụng về và chú chó săn thỏ thích phiêu lưu của cậu. Những cái tên này đều được đón nhận trong một sự kiện quan hệ công chúng rầm rộ". Tín hiệu gọi của Apollo 11 là "Columbia" cho mô-đun chỉ huy và "Eagle" cho mô-đun Mặt Trăng.
Snoopy, chú chó của Charlie Brown, được chọn làm tín hiệu gọi cho mô-đun Mặt Trăng vì nó sẽ "lén lút" (snoop) quanh địa điểm hạ cánh, còn Charlie Brown được gán cho mô-đun chỉ huy như một người bạn đồng hành của Snoopy. Hình tượng Snoopy đã gắn bó một thời gian với chương trình vũ trụ: những công nhân có thành tích xuất sắc sẽ nhận một "chiếc ghim Snoopy" bạc, và áp phích Snoopy cũng xuất hiện tại nhiều cơ sở của NASA, với chiếc nón phi công thời Đệ nhất Thế chiến của chú chó hoạt hình được đổi thành mũ bảo hiểm phi hành gia. Stafford tuyên bố rằng, với những chiếc ghim này, "việc chọn Snoopy [làm tín hiệu gọi] là một cách để ghi nhận những đóng góp của hàng trăm nghìn người đã đưa chúng ta đến đây". Quyết định sử dụng chú chó cũng thích đáng vì trong truyện, Snoopy đã du hành tới Mặt Trăng một năm về trước, qua đó đánh bại "người Mỹ, người Nga và con mèo ngu ngốc nhà bên", theo Schulz.

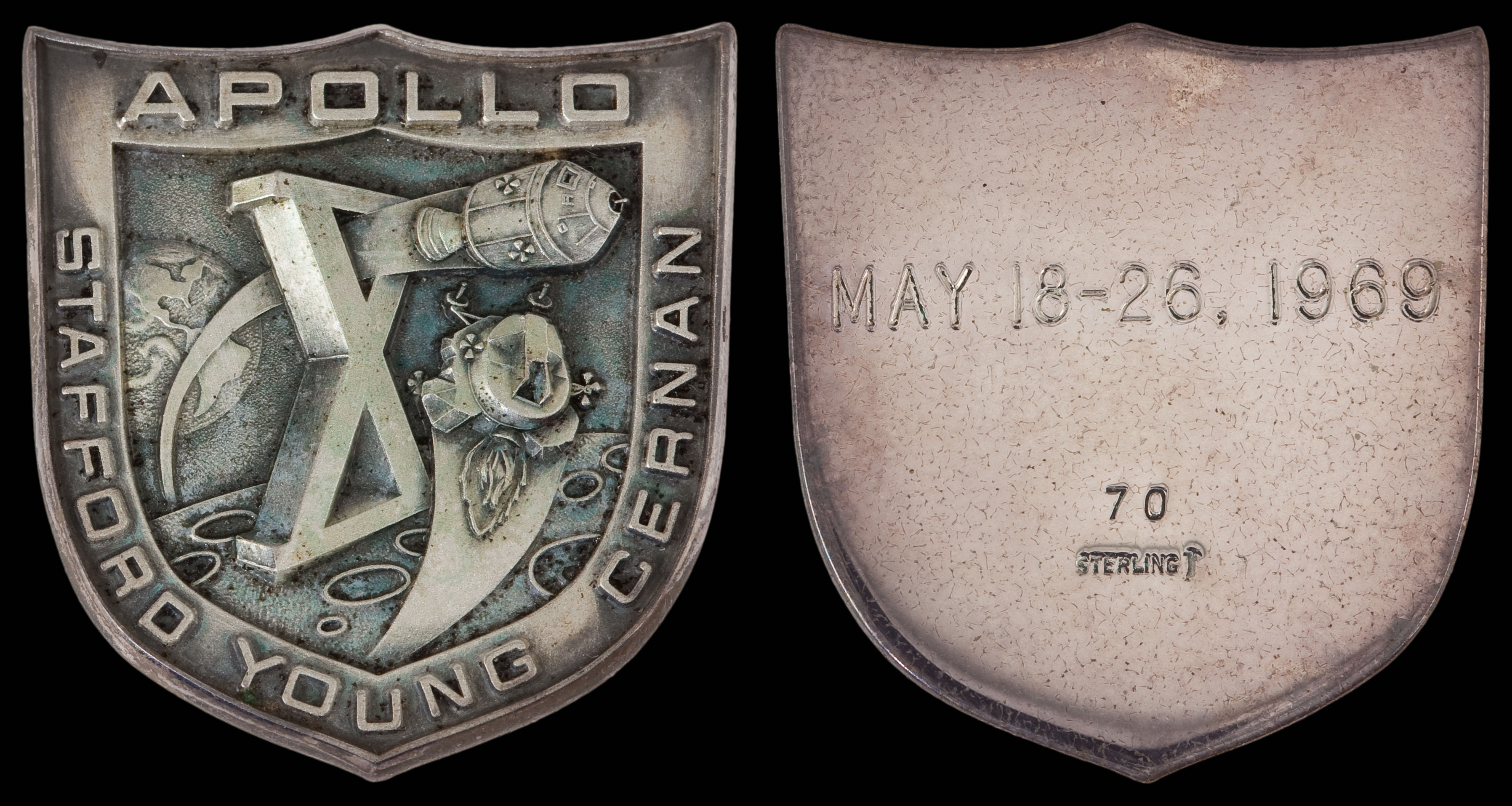
Huy chương Robbins bạc bay trên Apollo 10

Huy hiệu sứ mệnh có hình chiếc khiên với một chữ số La Mã X ba chiều lớn nằm trên bề mặt Mặt Trăng, mà theo lời Stafford là "nhằm cho thấy rằng chúng tôi đã để lại dấu ấn của mình". Mặc dù không hạ cánh, nhưng việc con số được làm nổi bật có tác dụng tượng trưng cho những đóng góp của sứ mệnh này đối với chương trình Apollo. Ngoài ra, còn có một CSM quay vòng quanh Mặt Trăng trong khi tầng cất cánh của LM bay lên từ bề mặt sau khi tiếp cận ở độ cao thấp với động cơ đang đốt cháy. Trái Đất có thể nhìn thấy ở phía sau. Trên miếng vá (patch) nhiệm vụ, một đường viền rộng màu xanh dương nhạt có chữ APOLLO ở trên cùng và tên phi hành đoàn ở phía dưới. Miếng vá được viền màu vàng. Huy hiệu do nhân viên Allen Stevens của Rockwell International thiết kế.

### Huấn luyện và chuẩn bị

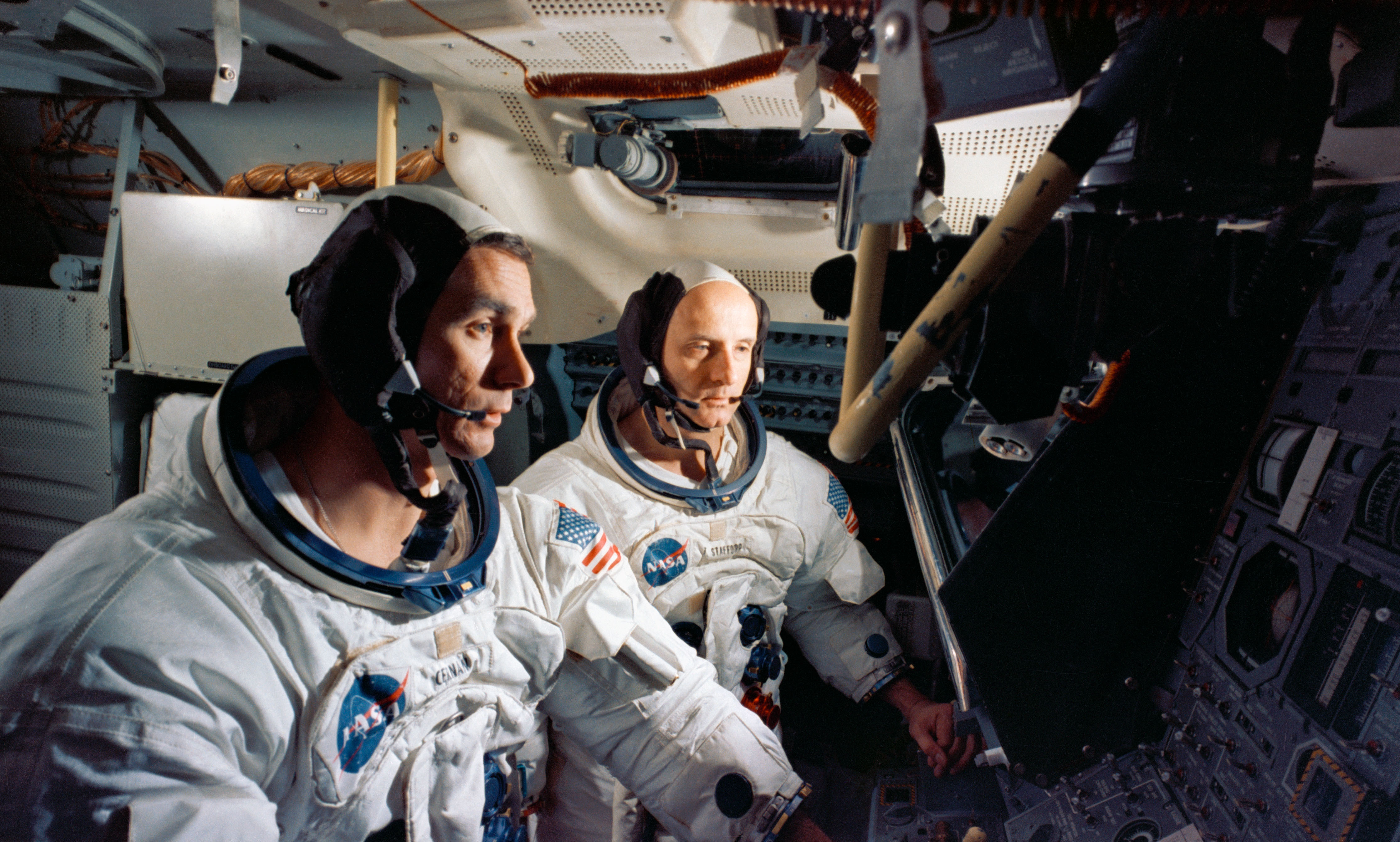
Stafford (phải) và Cernan bên trong thiết bị mô phỏng mô-đun Mặt Trăng, tháng 4 năm 1969

Apollo 10, sứ mệnh loại "F" hay buổi tổng duyệt cho cuộc đổ bộ Mặt Trăng, có mục tiêu chính là chứng minh hiệu suất của phi hành đoàn, tàu vũ trụ và các phương tiện hỗ trợ sứ mệnh trong một nhiệm vụ có người lái lên quỹ đạo Mặt Trăng, cũng như đánh giá hiệu suất của mô-đun Mặt Trăng tại đó. Ngoài ra, sứ mệnh cũng sẽ chụp ảnh địa điểm hạ cánh Apollo Landing Site 2 (ALS-2) tại Biển Tĩnh Lặng, bãi đáp dự kiến của Apollo 11. Theo Stafford, 
Chuyến bay của chúng tôi sẽ đưa mô-đun Mặt Trăng đầu tiên lên Mặt Trăng. Chúng tôi sẽ dùng mô-đun Mặt Trăng bay xuống cách bề mặt khoảng mười dặm, cách những ngọn núi chín dặm, sử dụng bản đồ radar và bản đồ ảnh, chọn địa điểm hạ cánh đầu tiên, thực hiện cuộc gặp gỡ đầu tiên quanh Mặt Trăng, chọn một số địa điểm hạ cánh trong tương lai, rồi trở về nhà.
Apollo 10 phải tuân thủ chặt chẽ nhất có thể các kế hoạch cho Apollo 11, bao gồm cả đường bay đến và đi từ quỹ đạo quanh Mặt Trăng, dòng thời gian của các sự kiện nhiệm vụ và thậm chí cả góc của Mặt Trời tại ALS-2. Tuy nhiên, không có cuộc hạ cánh nào được thực hiện. ALS-1, mang con số này do nó là địa điểm xa nhất về phía đông trong số các bãi đáp ứng cử viên, cũng nằm ở Biển Tĩnh Lặng, vốn đã được các phi hành gia Apollo 8 chụp ảnh rất nhiều; theo đề xuất của nhà khoa học-phi hành gia Harrison Schmitt, phi vụ phóng Apollo 10 đã bị hoãn lại một ngày để có thể chụp ảnh ALS-2 trong điều kiện thích hợp. ALS-2 được chọn làm địa điểm hạ cánh trên Mặt Trăng vì nơi đây tương đối bằng phẳng, có giá trị khoa học, và ALS-1 thì lại nằm quá xa về phía đông. Do đó, khi lịch phóng của Apollo 10 được công bố vào ngày 10 tháng 1 năm 1969, nó đã được thay đổi từ ngày giữ chỗ là 1 tháng 5 sang 17 tháng 5, thay vì 16 tháng 5. Vào ngày 17 tháng 3 năm 1969, phi vụ phóng bị lùi lại sang ngày 18 tháng 5 để có thể quan sát rõ hơn ALS-3, vốn nằm ở phía tây ALS-2. Một sự thay đổi khác so với kế hoạch của Apollo 11 là Apollo 10 sẽ dành thêm một ngày trên quỹ đạo Mặt Trăng sau khi CSM và LM gặp nhau; qua đó cung cấp thời gian cho việc thử nghiệm thêm các hệ thống của LM cũng như chụp ảnh các địa điểm hạ cánh tiềm năng của Apollo trong tương lai.
Các phi hành gia Apollo 10 đã trải qua năm giờ đào tạo chính thức tương ứng với mỗi giờ trong tám ngày của nhiệm vụ. Ngoài những bước chuẩn bị thông thường còn có các hoạt động bổ sung như họp giao ban kỹ thuật, họp phi công và học tập. Họ đã tham gia thử nghiệm CSM tại cơ sở Downey, California của nhà sản xuất North American Rockwell và LM tại Grumman ở Bethpage, New York. Họ cũng đến Cambridge, Massachusetts để nghe tóm tắt về Máy tính Dẫn đường Apollo (Apollo Guidance Computer) tại Phòng thí nghiệm Thiết bị (Instrumentation Laboratory) của Viện Công nghệ Massachusetts. Mỗi thành viên đều dành hơn 300 giờ trong các thiết bị mô phỏng CM hoặc LM tại Trung tâm Tàu vũ trụ có Người lái (MSC) ở Houston và Trung tâm Vũ trụ Kennedy (KSC) ở Florida. Để luyện tập cho điều kiện gia tốc cao khi trở lại bầu khí quyển Trái Đất, họ đã chịu đựng trên máy ly tâm của MSC.

#### Khả năng hạ cánh xuống Mặt Trăng
| Thành phần                    | LM-4 của Apollo 10 | LM-4 của Apollo 10 | LM-5 của Apollo 11 | LM-5 của Apollo 11 |
| Thành phần                    | lb                 | kg                 | lb                 | kg                 |
| ----------------------------- | ------------------ | ------------------ | ------------------ | ------------------ |
| Trọng lượng khô tầng hạ cánh  | 4.703              | 2.133              | 4.483              | 2.033              |
| Thuốc phóng tầng hạ cánh      | 18.219             | 8.264              | 18.184             | 8.248              |
| Tổng của tầng hạ cánh         | 22.922             | 10.397             | 22.667             | 10.282             |
| Trọng lượng khô tầng cất cánh | 4.781              | 2.169              | 4.804              | 2.179              |
| Thuốc phóng tầng cất cánh     | 2.631              | 1.193              | 5.238              | 2.376              |
| Tổng của tầng cất cánh        | 7.412              | 3.362              | 10.042             | 4.555              |
| Trang thiết bị                | 401                | 182                | 569                | 258                |
| Tổng cộng                     | 30.735             | 13.941             | 33.278             | 15.095             |

Mặc dù Apollo 10 được thiết kế để tuân theo các quy trình của một sứ mệnh đổ bộ Mặt Trăng cho đến bước hạ cánh bằng động cơ, động cơ LM của nó lại không có khả năng hạ cánh và quay trở lại quỹ đạo Mặt Trăng. Cụ thể, tầng cất cánh được nạp nhiên liệu và chất oxy hóa bằng với mức mà nó sẽ còn dư lại nếu như đã phóng lên từ bề mặt và đạt đến độ cao để khai hỏa; lượng nhiên liệu này chỉ bằng một nửa những gì cần có để cất cánh và gặp gỡ với CSM. LM mang theo trong nhiệm vụ nặng 13.941 kilôgam (30.735 lb), so với 15.095 kilôgam (33.278 lb) của chiếc đã thực hiện cuộc đổ bộ đầu tiên trên Apollo 11. Ngoài ra, phần mềm cần thiết để hướng dẫn LM hạ cánh vẫn chưa có vào thời điểm phóng Apollo 10.

Trong tác phẩm Rocket Men, Craig Nelson cho biết NASA đã thực hiện biện pháp đề phòng đặc biệt để đảm bảo Stafford và Cernan sẽ không cố gắng thực hiện cuộc đổ bộ đầu tiên. Nelson trích dẫn lời Cernan rằng "Có nhiều người đã nghĩ về tính cách của chúng tôi như: 'Đừng cho những kẻ đó cơ hội hạ cánh, vì họ có thể sẽ hạ cánh!' Do đó, mô-đun cất cánh, bộ phận mà chúng tôi dùng để phóng lên khỏi bề mặt Mặt Trăng, đã không có đủ nhiên liệu. Các bể nhiên liệu không được nạp đầy. Vì vậy, nếu cố gắng hạ cánh xuống Mặt Trăng, chúng tôi sẽ không thể rời đi được". Mueller, Phó quản lý (Associate Administator) phụ trách Chuyến bay Vũ trụ có Người lái của NASA, tuyên bố,
Có một số suy đoán về việc liệu phi hành đoàn sẽ hạ cánh hay không khi đã bay đến rất gần như vậy. Họ có thể muốn đấy, nhưng mô-đun Mặt Trăng đó không thể hạ cánh được. Là một mẫu thiết kế ban đầu, nó quá nặng để hạ cánh xuống Mặt Trăng, hay nói chính xác hơn là quá nặng để có thể hoàn thành việc cất cánh trở lại mô-đun chỉ huy. Đó chỉ là mô-đun thử nghiệm dành riêng cho buổi tổng duyệt và chúng tôi cũng đã sử dụng nó theo cách này.

### Trang thiết bị
Tầng hạ cánh của LM được chuyển đến KSC vào ngày 11 tháng 10 năm 1968, còn tầng cất cánh có mặt sau đó năm ngày. Chúng được ghép lại vào ngày 2 tháng 11. Mô-đun Dịch vụ (SM) và Mô-đun Chỉ huy (CM) đến KSC vào ngày 24 tháng 11 và cũng được ghép lại hai ngày sau đó. Các bộ phận của Saturn V tới nơi vào tháng 11 và tháng 12 năm 1968, sau đó toàn bộ tên lửa đẩy được dựng lên tại Tòa nhà Lắp ráp Phương tiện (VAB) vào ngày 30 tháng 12. Sau khi thử nghiệm trong buồng độ cao, các kỹ thuật viên đặt CSM lên đỉnh tên lửa đẩy vào ngày 6 tháng 2 năm 1969. Ngày 11 tháng 3 năm 1969, phương tiện vũ trụ hoàn chỉnh được đưa đến Tổ hợp Phóng 39B – do lắp ráp tại High Bay 2 của VAB (lần sử dụng đầu tiên của khu vực này) nên xe kéo phải thoát ra từ phía sau VAB trước khi vòng quanh tòa nhà và nhập vào Crawlerway, tiến tới bệ phóng. Việc triển khai này, sử dụng Mobile Launch Platform-3 (tạm dịch: Bệ phóng Di động 3, viết tắt là MLP-3), diễn ra tám ngày sau khi phóng Apollo 9, thời điểm mà sứ mệnh đó vẫn còn ở trên quỹ đạo.
Phương tiện phóng của Apollo 10 là Saturn V, mang định danh AS-505, chiếc Saturn V thứ năm đủ điều kiện bay được phóng và là chiếc thứ ba đưa phi hành gia lên quỹ đạo. Mẫu Saturn V này khác với loại dùng trên Apollo 9 ở chỗ có trọng lượng khô (không có thuốc phóng) thấp hơn ở hai tầng đầu tiên, với sự giảm trọng lượng đáng kế ở interstage kết nối hai tầng. Mặc dù tầng thứ ba S-IVB nặng hơn một chút, cả ba tầng đều có thể mang trọng lượng thuốc phóng nhiều hơn và tầng thứ hai S-II trong nhiệm vụ này tạo ra lực đẩy lớn hơn so với trên Apollo 9.
Tàu vũ trụ Apollo dành cho Apollo 10 bao gồm Mô-đun Chỉ huy 106 (CM-106), Mô-đun Dịch vụ 106 (SM-106, cùng với CM được gọi là CSM-106), Mô-đun Mặt Trăng 4 (LM-4), adapter tàu vũ trụ-mô-đun Mặt Trăng (spacecraft-lunar module adapter, SLA), được đánh số là SLA-13A, cùng một hệ thống thoát hiểm khi phóng (launch escape system). SLA là cấu trúc nối Instrument Unit trên tầng S-IVB của tên lửa đẩy Saturn V với CSM, và hoạt động như một vỏ bọc cho LM, trong khi hệ thống thoát hiểm khi phóng (LES) chứa các tên lửa để đẩy CM đến nơi an toàn nếu phi vụ phóng bị hủy bỏ. Với trọng lượng khoảng 76,99 tấn, Apollo 10 sẽ là tàu vũ trụ nặng nhất đạt đến quỹ đạo vào thời điểm đó.

## Điểm nhấn sứ mệnh

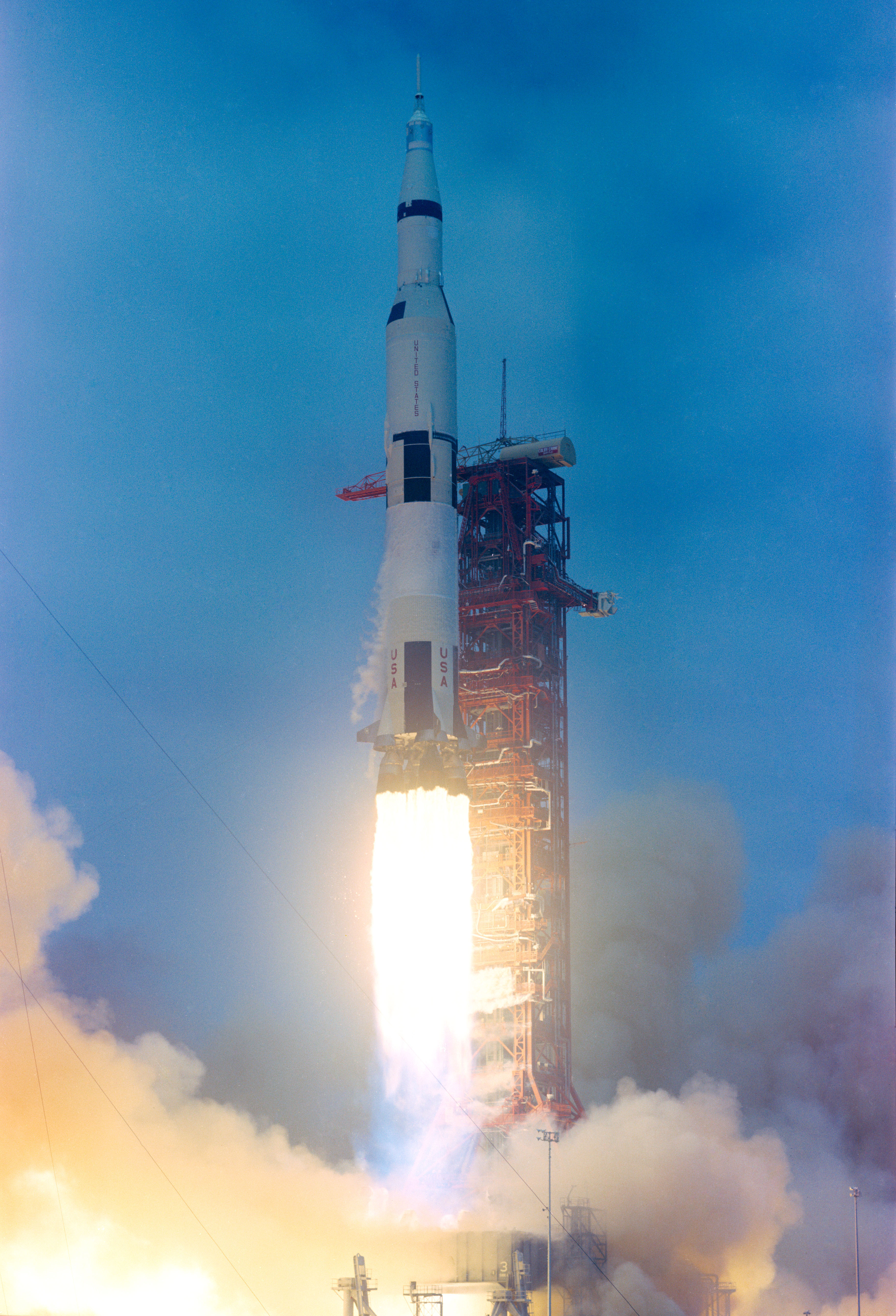
Phi vụ phóng Apollo 10, 18 tháng 5 năm 1969

### Phi vụ phóng và chuyến đi đến Mặt Trăng
12:49:00 EDT (16:49:00 UT) ngày 18 tháng 5 năm 1969, Apollo 10 được phóng lên từ KSC vào thời điểm bắt đầu của khung thời gian phóng (launch window) kéo dài 4,5 giờ. Khung thời gian phóng được tính toán để đảm bảo điều kiện ánh sáng tối ưu tại Apollo Landing Site 2 lúc LM tiếp cận gần nhất với địa điểm này vài ngày sau đó. Phi vụ phóng diễn ra sau khi quá trình đếm ngược bắt đầu vào lúc 21:00:00 EDT ngày 16 tháng 5 (01:00:00 UT ngày 17 tháng 5). Vì công tác chuẩn bị cho Apollo 11 đã bắt đầu tại Bệ phóng 39A nên Apollo 10 được phóng từ Bệ phóng 39B, qua đó trở thành chuyến bay Apollo duy nhất phóng lên từ bệ phóng này và là chuyến bay duy nhất được kiểm soát từ phòng điều khiển đốt cháy Firing Room 3.
Các vấn đề phát sinh khi đếm ngược đều được giải quyết trong thời gian built-in hold và không làm ảnh hưởng đến lịch trình nhiệm vụ. Một ngày trước vụ phóng, Cernan đã bị chặn lại vì chạy quá tốc độ khi đang trở về sau chuyến thăm cuối cùng với vợ con. Không mang theo giấy tờ tùy thân và cũng được lệnh cấm tiết lộ thân phận, Cernan về sau chứng thực trong tự truyện của mình rằng ông đã lo sợ bản thân sẽ bị bắt. Trưởng nhóm bệ phóng Gunther Wendt sau khi nhận ra Cernan đã dừng xe lại gần đó và giải thích tình hình với cảnh sát. Cernan cuối cùng được thả nhưng phía cảnh sát vẫn tỏ ra nghi ngờ việc ông chính là một phi hành gia.

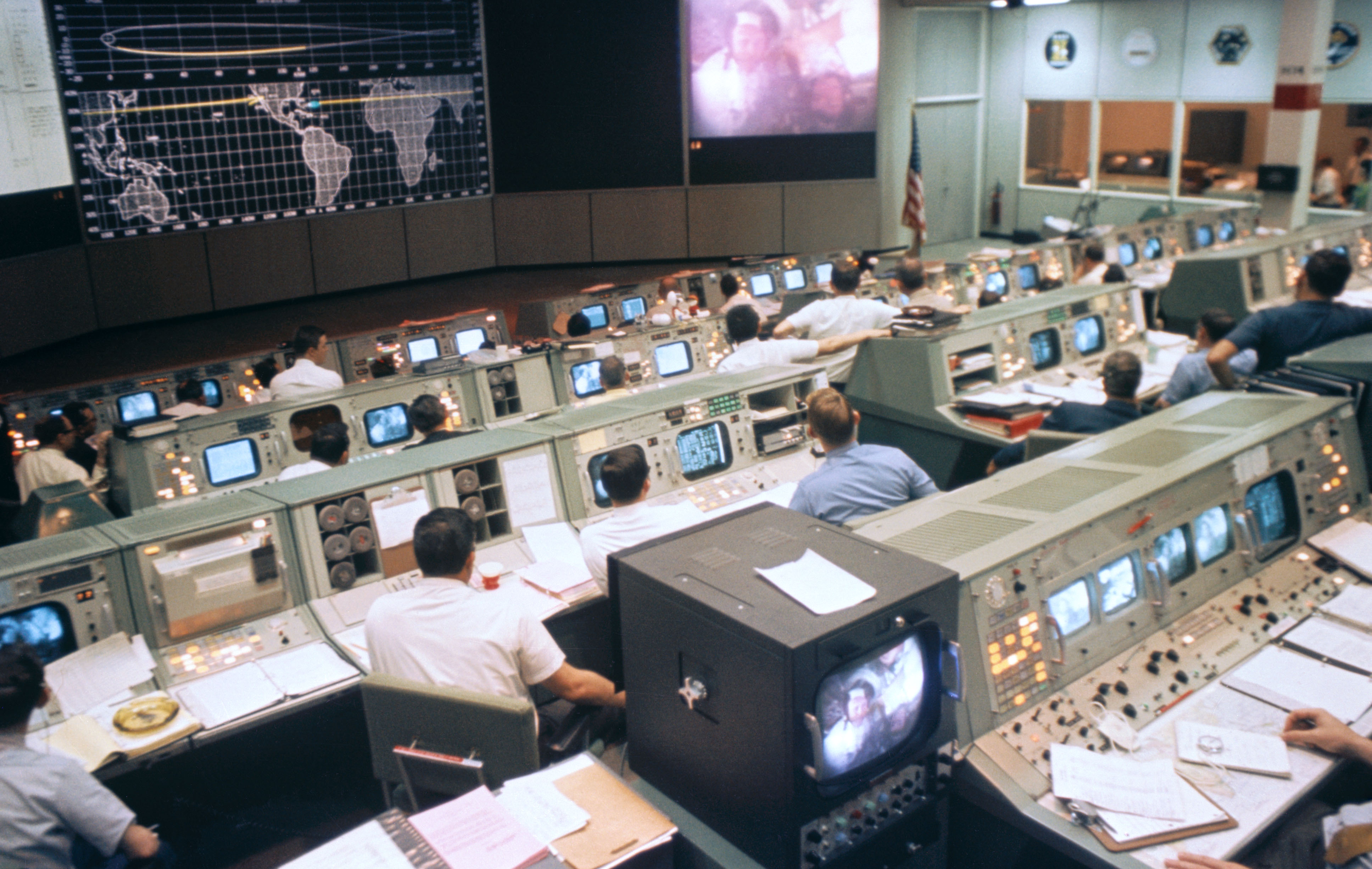
Kiểm soát Sứ mệnh ở Houston trong một buổi phát hình Apollo 10

Phi hành đoàn đã có một chuyến đi khá gập ghềnh trên đường tới quỹ đạo do dao động pogo. Khoảng 12 phút sau khi cất cánh, tàu vũ trụ đi vào quỹ đạo Trái Đất tầm thấp với điểm cao nhất là 185,79 kilômét (100,32 hải lý) và điểm thấp nhất là 184,66 kilômét (99,71 hải lý). Giai đoạn đánh giá hệ thống trên quỹ đạo Trái Đất diễn ra bình thường như kế hoạch, sau đó tầng thứ ba S-IVB được khởi động lại để thực hiện quá trình phóng chuyển tiếp Mặt Trăng (TLI), đưa tàu về phía vệ tinh tự nhiên của Trái Đất. Phương tiện lại rung lắc khi thực hiện đốt cháy TLI, khiến Cernan lo ngại về khả năng phải hủy bỏ. Tuy nhiên, quá trình đốt cháy TLI đã hoàn tất mà không có sự cố nào xảy ra. Sau đó, Young thực hiện thao tác đổi chỗ, ghép nối và tách rời (transposition, docking, and extraction), tách CSM khỏi tầng S-IVB, quay CSM lại, và ghép mũi phi thuyền vào đỉnh mô-đun Mặt Trăng trước khi tách tổ hợp tàu vũ trụ khỏi S-IVB. Apollo 10 là sứ mệnh đầu tiên mang theo một camera truyền hình màu bên trong tàu, giúp những người điều khiển sứ mệnh ở Houston có thể theo dõi quá trình thực hiện thao tác này của Young. Ngay sau đó, đông đảo khán giả truyền hình đã được chiêm ngưỡng những hình ảnh màu về Trái Đất. Một vấn đề gặp phải là lớp phủ mylar của cửa sập CM bị bong ra, khiến một lượng lớn vật liệu cách nhiệt bằng sợi thủy tinh đổ vào đường hầm, sau đó tràn tới cả CM và LM. Nhận được mệnh lệnh từ mặt đất, S-IVB khai hỏa và đi vào quỹ đạo quanh Mặt Trời với chu kỳ 344,88 ngày.
Phi hành đoàn đã ổn định mọi thứ cho hành trình đến Mặt Trăng. Với khối lượng công việc nhẹ nhàng, họ dành ra phần lớn thời gian để nghiên cứu kế hoạch bay hoặc ngủ. Các phi hành gia thực hiện thêm năm buổi phát sóng truyền về Trái Đất và được thông báo rằng có hơn một tỷ người đã theo dõi một phần hoạt động của họ. Về sau vào tháng 6 năm 1969, tổ bay này sẽ nhận Giải Emmy đặc biệt thay mặt bốn phi hành đoàn Apollo đầu tiên cho các chương trình truyền hình từ không gian. Các thành viên sau đó nhận thấy cần phải thực hiện một điều chỉnh nhỏ về đường đi; quá trình này diễn ra vào lúc 26:32:56,8 và kéo dài 7,1 giây, giúp căn chỉnh Apollo 10 với quỹ đạo dự kiến của Apollo 11. Một vấn đề gặp phải là mùi vị của thức ăn, vì Stafford dường như đã sử dụng gấp đôi liều lượng chlor trong nước uống, thứ được cho vào thức ăn khô để hoàn nguyên.

### Quỹ đạo Mặt Trăng

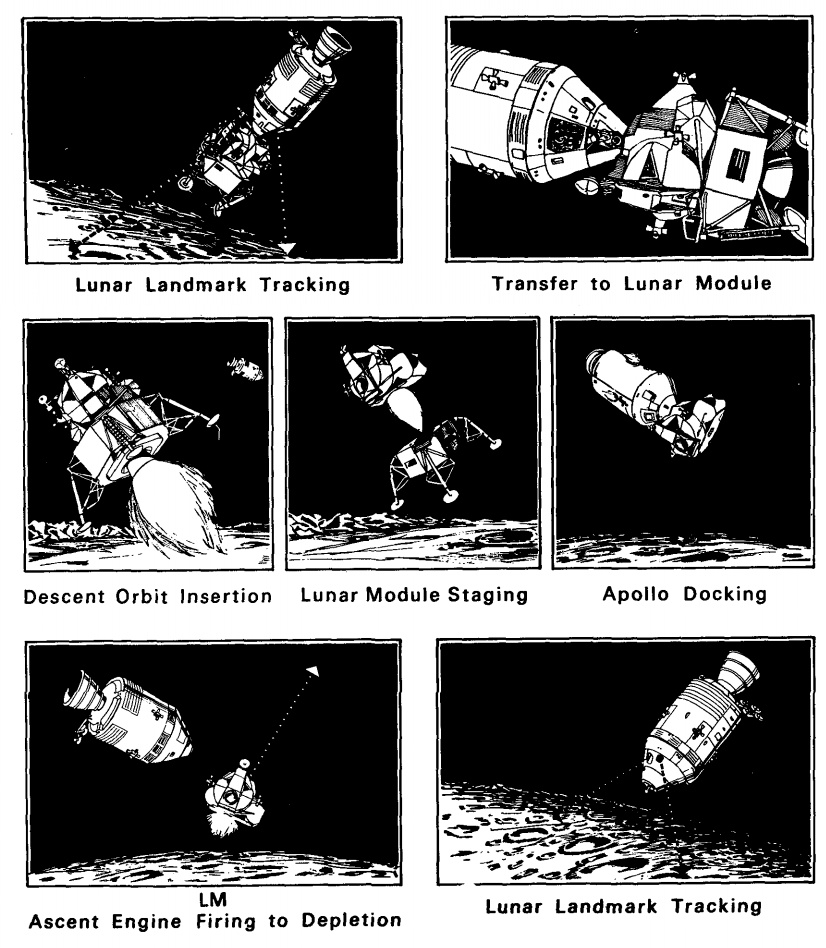
Kế hoạch trên quỹ đạo Mặt Trăng của Apollo 10, được thể hiện trong bộ tài liệu báo chí của NASA. Từ trên xuống dưới, từ trái sang phải: Theo dõi điểm mốc trên Mặt Trăng, di chuyển sang Mô-đun Mặt Trăng, đốt cháy để vào quỹ đạo hạ cánh, tách Mô-đun Mặt Trăng, ghép nối Apollo, động cơ cất cánh của LM khai hỏa để xả hết nhiên liệu, theo dõi điểm mốc trên Mặt Trăng.

#### Đến nơi và các hoạt động đầu tiên
Vào lúc 75:55:54 trong nhiệm vụ, cách mặt khuất Mặt Trăng 176,1 kilômét (95,1 hải lý), động cơ service propulsion system (SPS) của CSM được kích hoạt trong 356,1 giây nhằm làm chậm tàu vũ trụ vào một quỹ đạo 314,8 nhân 111,5 kilômét (170,0 nhân 60,2 hải lý) quanh Mặt Trăng. Tiếp theo, sau hai vòng quỹ đạo Mặt Trăng là lần đốt cháy SPS thứ hai trong 13,9 giây để làm tròn quỹ đạo thành 113,0 nhân 109,6 kilômét (61,0 nhân 59,2 hải lý) lúc 80:25:08,1. Trong vài giờ đầu tiên sau lần đốt cháy đi vào quỹ đạo Mặt Trăng (lunar orbit insertion) ban đầu và đốt cháy để làm tròn, phi hành đoàn chuyển sang theo dõi các điểm mốc đã định sẵn trên bề mặt bên dưới nhằm ghi lại các quan sát và chụp ảnh. Ngoài ALS-1, ALS-2 và ALS-3, tổ bay còn quan sát và chụp ảnh nhiều đặc điểm ở mặt gần và mặt xa của Mặt Trăng, bao gồm các hố Coriolis, King và Papaleksi. Ngay sau khi đốt cháy làm tròn, phi hành đoàn đã tham gia chương trình phát sóng truyền hình màu kéo dài nửa giờ theo lịch trình, trong đó họ mô tả và truyền những video về quang cảnh bề mặt Mặt Trăng bên dưới.
Khoảng một giờ sau khi đốt cháy lần hai, phi hành đoàn của LM gồm Stafford và Cernan bước vào mô-đun này để kiểm tra hệ thống. Bên trong, những hạt sợi thủy tinh bay đầy như bão tuyết do sự cố trước đó, khiến hai phi hành gia phải dùng máy hút bụi để dọn dẹp hết mức có thể. Stafford đã giúp Cernan gỡ những mảnh nhỏ hơn trên tóc và lông mày. Viên chỉ huy sau đó nhận xét Cernan trông như vừa bước ra khỏi chuồng gà, các mảnh vụn thì khiến họ cảm thấy ngứa ngáy, chúng bám vào hệ thống điều hòa không khí, buộc họ phải cạo ra khỏi lưới lọc để tiếp tục nhiệm vụ. Ngoài việc khiến phi hành gia khó chịu, những mảnh này còn có khả năng đã lọt vào vòng ghép nối (docking ring) liên kết hai tàu và khiến phi thuyền lệch hướng nhẹ. Trung tâm Kiểm soát Sứ mệnh xác định sự lệch hướng này vẫn nằm trong giới hạn an toàn.

#### Chuyến bay củaSnoopy

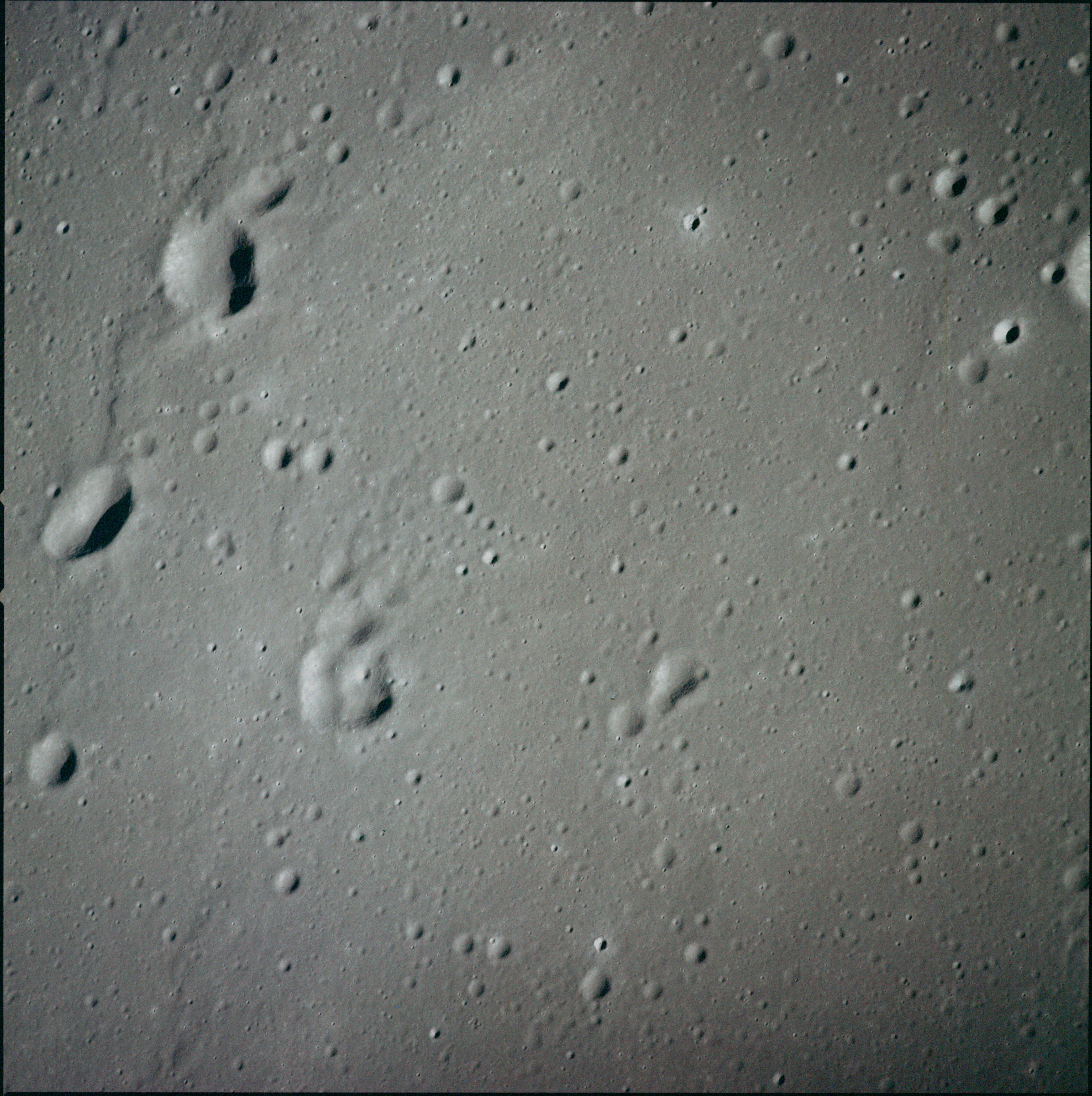
Ảnh chụp ALS-2 do Apollo 10 thực hiện

Kiểm tra xong Snoopy, Stafford và Cernan quay trở lại Charlie Brown để nghỉ ngơi. Sau đó, họ vào lại Snoopy và tách nó khỏi CSM lúc 98:29:20. Young vẫn ở lại CSM và trở thành người đầu tiên bay một mình trên quỹ đạo Mặt Trăng. Sau khi ngắt ghép nối, Stafford cùng Cernan triển khai thiết bị hạ cánh và kiểm tra các hệ thống của LM. CSM đã thực hiện cú đốt cháy trong 8,3 giây bằng các động cơ đẩy RCS để tách ra khỏi LM một khoảng 30 foot (9,1 m), kế tiếp là bước kiểm tra trực quan LM từ CSM của Young. CSM lại tiến hành một lần đốt cháy để tách rời khác, lần này đẩy hai tàu vũ trụ ra khoảng 3,7 kilômét (2 hải lý). Sau đó, phi hành đoàn LM thực hiện thao tác đưa tàu vào quỹ đạo hạ cánh (descent orbit insertion) bằng cách khởi động động cơ hạ cánh trong 27,4 giây ở thời điểm 99:46:01,6, đồng thời thử nghiệm radar hạ cánh của tàu vũ trụ khi chúng đi xuống độ cao 15.000 mét (50.000 foot), nơi sứ mệnh Apollo 11 tiếp theo sẽ bắt đầu quá trình hạ thấp bằng động cơ để đáp xuống Mặt Trăng. Trước đây, radar hạ cánh của LM chỉ được thử nghiệm ở điều kiện trên Trái Đất. Trong lúc LM thực hiện các thao tác này, Young đảm nhận việc theo dõi vị trí cũng như tình trạng của mô-đun từ CSM và sẵn sàng giải cứu phi hành đoàn LM nếu cần thiết. Cernan và Stafford đã khảo sát ALS-2 sau khi tiến đến độ cao 15,6 kilômét (8,4 hải lý) phía trên bề mặt tại một điểm cách 15 độ về hướng đông mục tiêu. Tiếp theo, hai phi hành gia thực hiện đốt cháy pha (phasing burn) lúc 100:58:25,93, đẩy phi thuyền trong vòng chưa đầy 40 giây để cho phép bay qua ALS-2 lần thứ hai. Lúc này, tàu vũ trụ ở cách Mặt Trăng 14,4 kilômét (7,8 hải lý), cũng là khoảng cách gần bề mặt nhất mà nó tiếp cận. Báo cáo về những quan sát từ các lần bay thấp của LM, Stafford chỉ ra rằng ALS-2 có vẻ mượt mà hơn ông mong đợi và mô tả bề ngoài nơi này giống với vùng hoang mạc xung quanh Blythe, California; nhưng ông cũng nhận thấy Apollo 11 có thể phải đối mặt với địa hình gồ ghề hơn nếu tiếp cận lệch mục tiêu. Dựa trên những quan sát của Apollo 10 từ độ cao tương đối thấp, những nhà lập kế hoạch sứ mệnh của NASA đã tin tưởng ALS-2 và xác nhận đây sẽ là địa điểm mục tiêu của Apollo 11.

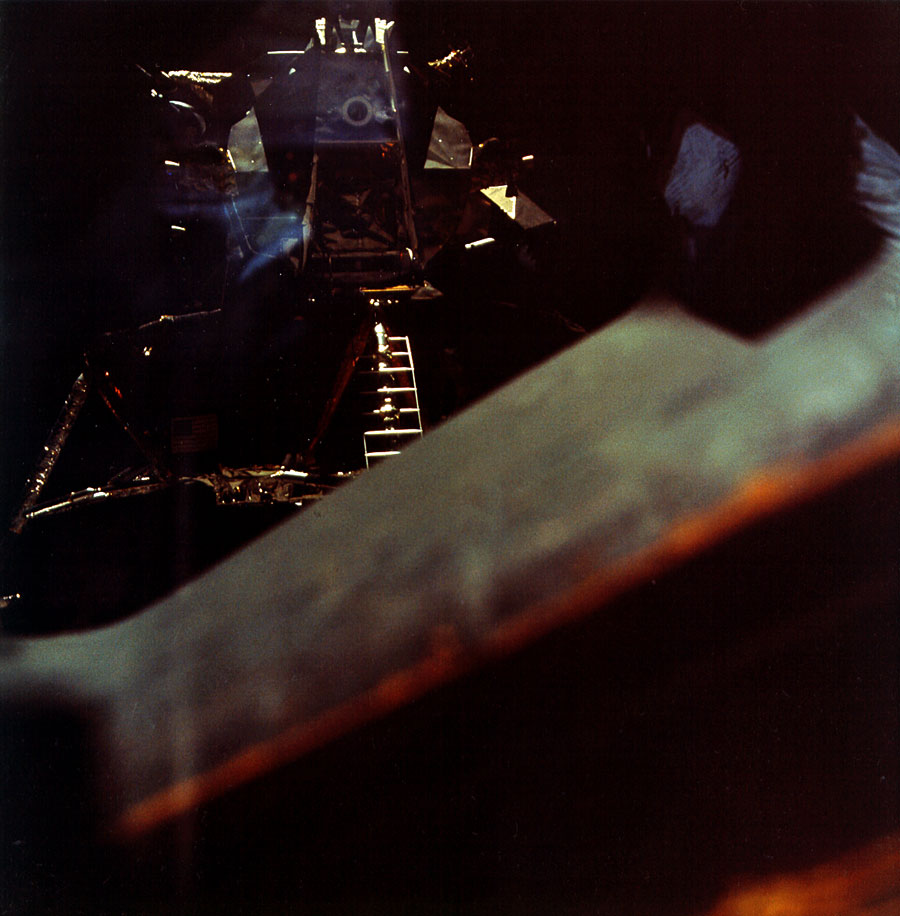
LM Snoopy chở Stafford và Cernan lúc được Young kiểm tra sau khi tách khỏi Charlie Brown

Công việc kế tiếp là chuẩn bị cho bước tách tầng cất cánh của LM khỏi tầng hạ cánh, sau đó loại bỏ tầng hạ cánh và khởi động hệ thống đẩy cất cánh để đưa tầng cất cánh về phía CSM. Khi Stafford và Cernan chuẩn bị tiến hành, LM bỗng bắt đầu quay tròn mất kiểm soát. Quá hoảng sợ, Cernan hét lên "Khốn kiếp!" vào một chiếc micro đang bật trên sóng trực tiếp; hành động này cùng với những từ ngữ khác mà phi hành đoàn sử dụng trong suốt nhiệm vụ đã gây ra một số lời phàn nàn ở Trái Đất. Stafford loại bỏ được tầng hạ cánh sau khi bắt đầu lộn nhào khoảng năm giây và cố gắng giành lại quyền kiểm soát một cách thủ công; viên chỉ huy nghi ngờ rằng có thể một động cơ đẩy vẫn đang hoạt động. Ông đã thành công giành lại quyền kiểm soát kịp thời để định hướng tàu vũ trụ nhằm ghép nối lại với Charlie Brown. Vấn đề được xác định là do công tắc điều khiển chế độ của hệ thống dẫn đường khi hủy bỏ (abort guidance system); công tắc này phải được gạt theo quy trình, nhưng do cả hai thành viên phi hành đoàn đều chuyển công tắc nên đã đưa nó trở về vị trí ban đầu. Nếu phóng Snoopy sai hướng, họ có thể sẽ bỏ lỡ cuộc gặp gỡ với Charlie Brown hoặc đâm vào Mặt Trăng. Khi Stafford lấy lại quyền kiểm soát tầng cất cánh của LM sau khoảng tám giây, cặp đôi đã khởi động động cơ cất cánh ở điểm thấp nhất trong quỹ đạo của LM, mô phỏng thao tác đưa tàu vào quỹ đạo sau khi phóng từ bề mặt Mặt Trăng trong một nhiệm vụ hạ cánh tương lai. Snoopy lướt theo quỹ đạo đó trong khoảng một giờ trước khi khai hỏa lại động cơ để tiếp tục điều chỉnh cách tiếp cận Charlie Brown.
Snoopy đã gặp và ghép nối lại với Charlie Brown vào lúc 106:22:02, chưa đầy tám giờ sau khi tách rời. Sự kiện ghép nối được truyền hình trực tiếp có màu từ mô-đun chỉ huy và dịch vụ. Sau khi Cernan cùng với Stafford quay lại Charlie Brown, các phi hành gia chốt kín Snoopy và tách LM này khỏi CSM. Phần nhiên liệu còn lại trong động cơ tầng cất cánh của LM đã được đốt cháy để đưa nó vào đường đi bay vượt qua Mặt Trăng và tiến vào quỹ đạo nhật tâm.
Đây là Apollo LM duy nhất có kết thúc như vậy. Tầng cất cánh của Apollo 11 về sau đã bị bỏ lại trên quỹ đạo Mặt Trăng để rơi xuống một cách ngẫu nhiên, trong khi tầng cất cánh của những sứ mệnh Apollo tiếp theo (12, 14, 15 và 17) được cho đâm vào Mặt Trăng để thu thập số liệu từ các địa chấn kế đặt gần bề mặt, với hai trường hợp ngoại lệ: tầng cất cánh của Apollo 13, được phi hành đoàn sử dụng như một "xuồng cứu sinh" nhằm trở về Trái Đất an toàn trước khi thả ra để cháy rụi trong bầu khí quyển Trái Đất, và tầng cất cánh của Apollo 16, thứ mà NASA đã mất quyền kiểm soát sau khi loại bỏ.

### Trở về Trái Đất

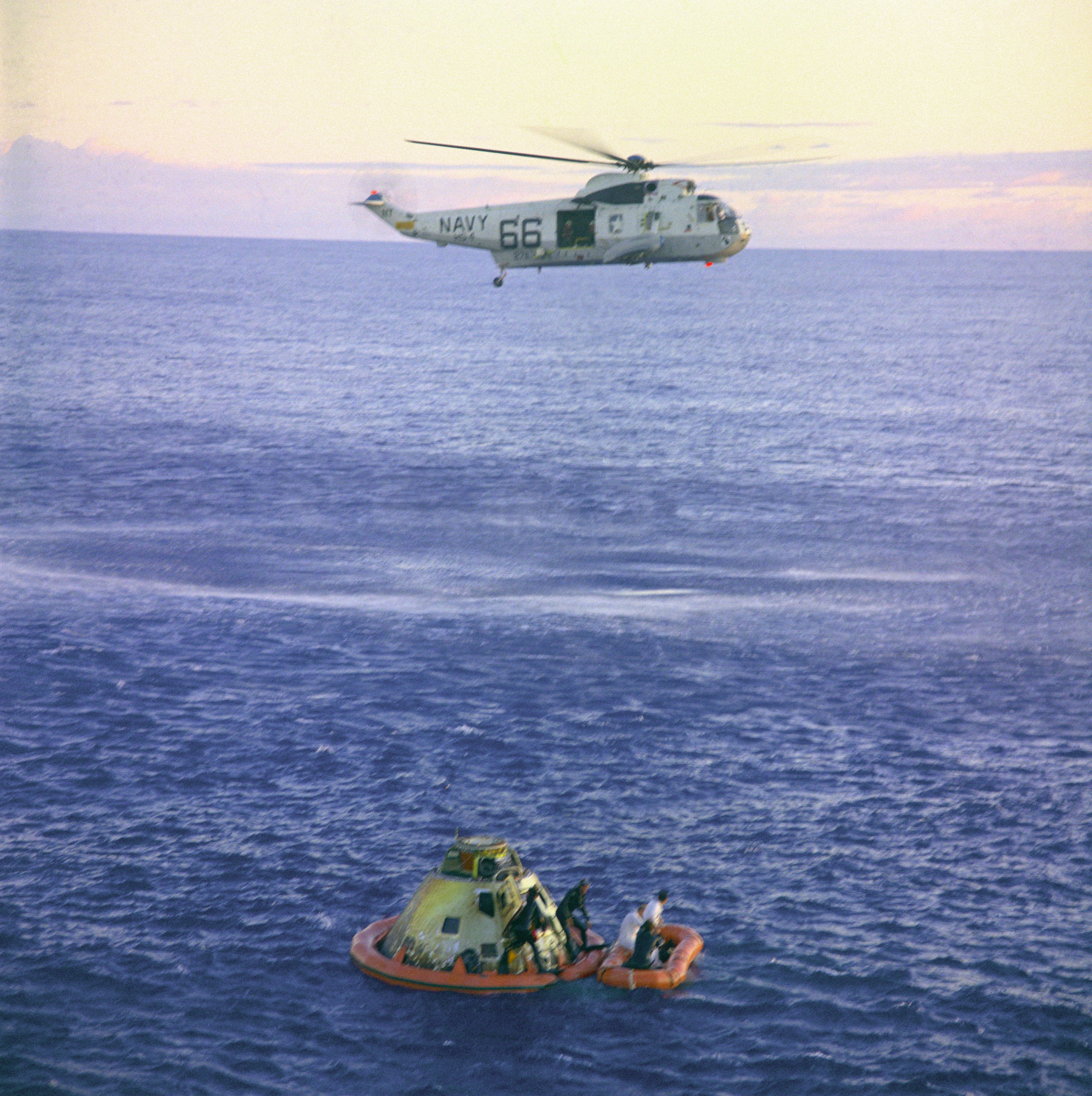
Hoạt động cứu hộ phi hành đoàn sau khi đáp xuống Thái Bình Dương của Helicopter 66

Sau khi loại bỏ tầng cất cánh của LM, phi hành đoàn dành ra thời gian để ngủ và chụp ảnh cũng như quan sát bề mặt Mặt Trăng từ quỹ đạo. Dù xác định được 18 điểm mốc và chụp lại nhiều đặc điểm bề mặt khác nhau, sự mệt mỏi đã khiến tổ bay phải hủy bỏ hai lần phát sóng truyền hình theo lịch trình. Sau đó, động cơ service propulsion system chính của CSM đánh lửa lại trong 2,5 phút để đưa Apollo 10 vào hành trình hướng về Trái Đất; phi thuyền đạt được đường bay này vào lúc 137:39:13,7. Vào lúc rời khỏi quỹ đạo Mặt Trăng, Apollo 10 đã quay quanh vệ tinh tự nhiên của Trái Đất tổng cộng 31 lần trong khoảng thời gian 61 giờ, 37 phút.
Trong hành trình trở về, phi hành đoàn thực hiện một số hoạt động theo dõi bao gồm quan trắc đường chân trời sao-Trái Đất nhằm mục đích định hướng. Tổ bay cũng tiến hành thử nghiệm theo kế hoạch để đánh giá khả năng phản xạ của ăng-ten gain cao trên CSM và phát sóng sáu chương trình truyền hình có thời lượng khác nhau nhằm cho khán giả thấy quang cảnh bên trong tàu vũ trụ, hành tinh xanh và Mặt Trăng từ góc nhìn thuận lợi của phi hành đoàn. Cernan về sau báo cáo rằng ông và các thành viên tổ bay đã trở thành những người đầu tiên "cạo râu thành công trên vũ trụ" trong chặng về bằng cách sử dụng dao cạo an toàn và gel cạo râu dày; những vật dụng như vậy được coi là nguy hiểm và bị cấm trên các chuyến bay trước đó. Lúc 188:49:58, phi hành đoàn đốt cháy động cơ của CSM để thực hiện lần đốt hiệu chỉnh giữa chặng bắt buộc duy nhất trong chuyến trở về, trước khi tách CM khỏi SM vài giờ sau đó. Quá trình đốt cháy kéo dài khoảng 6,7 giây.
Khi tàu vũ trụ nhanh chóng tiếp cận Trái Đất vào ngày cuối cùng của sứ mệnh, phi hành đoàn Apollo 10 đã di chuyển nhanh hơn bất kỳ con người nào trước đó và kể cả sau này; họ đạt tốc độ tương đối với hành tinh xanh là 39.897 km/h (11,08 km/s hoặc 24.791 mph). Nguyên nhân xuất phát từ việc quỹ đạo quay trở lại được thiết kế chỉ mất 42 giờ thay vì 56 giờ như thường lệ. Phi hành đoàn Apollo 10 cũng đã di chuyển xa hơn bất kỳ con người nào từ trước đến nay so với nhà của họ (Houston): 408.950 kilômét (220.820 nmi) (mặc dù tổ bay Apollo 13 ở cách Trái Đất xa hơn 200 km so với Apollo 10).
191:33:26 trong sứ mệnh, CM (chở phi hành đoàn) tách khỏi SM để chuẩn bị tái thâm nhập, vốn diễn ra 15 phút sau đó vào lúc 191:48:54,5. Khoảng 15 phút sau khi đi vào khí quyển, CM đáp xuống biển ở Thái Bình Dương, cách Samoa thuộc Mỹ 740 kilômét (400 nmi) về phía đông vào 16:52:23 ngày 26 tháng 5 năm 1969 (UTC). Thời gian thực hiện nhiệm vụ là 192:03:23. Các phi hành gia được đón bởi tàu sân bay USS Princeton. Trong thời gian bốn giờ ở trên tàu, phi hành đoàn đã nhận được một cuộc điện thoại chúc mừng từ Tổng thống Richard Nixon. Do chưa tiếp xúc với bề mặt Mặt Trăng nên tổ bay Apollo 10 không phải cách ly như các phi hành đoàn đổ bộ đầu tiên. Họ đáp xuống sân bay quốc tế Pago Pago ở Tafuna trong sự chào đón nồng nhiệt trước khi lên máy bay chở hàng C-141 đến Căn cứ Không quân Ellington gần Houston.

## Kết quả
Các hoạt động trên quỹ đạo và việc điều khiển LM một mình đi xuống gần bề mặt Mặt Trăng đã mở đường cho nỗ lực đổ bộ thành công của Apollo 11 thông qua việc chứng minh khả năng của phần cứng và hệ thống trong sứ mệnh. Phi hành đoàn đã cho thấy các thủ tục kiểm tra của LM và quá trình hạ cánh, gặp gỡ ban đầu có thể được thực hiện trong thời gian quy định. Ngoài ra, Apollo 10 còn chỉ ra rằng hệ thống liên lạc của LM là phù hợp, rằng radar cuộc hẹn và hạ cánh của LM sẽ hoạt động trên quỹ đạo Mặt Trăng, và hai tàu vũ trụ này có thể được nhân sự trên Trái Đất theo dõi đầy đủ. Độ chính xác của việc định vị trên quỹ đạo Mặt Trăng cũng được cải thiện thông qua Apollo 10 và khi kết hợp với dữ liệu từ Apollo 8, NASA hy vọng rằng họ đã đạt được đủ độ chính xác để thực hiện lần hạ cánh có người lái đầu tiên xuống Mặt Trăng. Sau khoảng hai tuần phân tích dữ liệu từ Apollo 10, đội kiểm tra khả năng sẵn sàng bay của NASA đã cho phép Apollo 11 tiếp tục nhiệm vụ theo lịch trình. Ngày 16 tháng 7 năm 1969, chiếc Saturn V tiếp theo phóng lên mang theo các phi hành gia Apollo 11: Neil Armstrong, Buzz Aldrin và Michael Collins. Vào ngày 20 tháng 7, Armstrong cùng Aldrin đáp xuống Mặt Trăng, và bốn ngày sau, ba phi hành gia trở về Trái Đất, hoàn thành thách thức mà Tổng thống John F. Kennedy đặt ra đối với người Mỹ là đưa phi hành gia lên Mặt Trăng và mang họ trở về Trái Đất an toàn trước khi kết thúc thập niên 1960.
Tháng 7 năm 1969, Stafford thay Alan Shepard làm chánh văn phòng phi hành gia và sau đó trở thành phó giám đốc điều hành phi hành đoàn dưới quyền Deke Slayton. Trong hồi ký của mình, Stafford viết rằng tuy có thể tự đưa tên mình trở lại danh sách xoay vòng chuyến bay, nhưng ông lại muốn có thêm kinh nghiệm trong lĩnh vực quản lý. Năm 1972, Stafford thăng lên hàm chuẩn tướng và được giao nhiệm vụ chỉ huy phần thuộc Hoa Kỳ của Dự án Thử nghiệm Apollo-Soyuz, vốn bay vào tháng 7 năm 1975. Ông cũng chỉ huy Trung tâm Thử nghiệm Chuyến bay Không quân (Air Force Flight Test Center) tại Căn cứ Không quân Edwards ở California và nghỉ hưu vào tháng 11 năm 1979 với cấp bậc trung tướng. Young chỉ huy nhiệm vụ đổ bộ Mặt Trăng Apollo 16 vào tháng 4 năm 1972. Từ năm 1974 đến năm 1987, Young giữ chức chánh văn phòng phi hành gia, đồng thời làm chỉ huy cho các sứ mệnh tàu con thoi STS-1 (1981) và STS-9 (1983). Năm 2004, ông thôi việc tại Đoàn Phi hành gia (Astronaut Corps) NASA. Gene Cernan chỉ huy sứ mệnh Mặt Trăng cuối cùng trong chương trình Apollo là Apollo 17, được phóng vào tháng 12 năm 1972. Cernan nghỉ hưu tại NASA và Hải quân với cấp bậc hạm trưởng vào năm 1976.

## Xử lý phần cứng

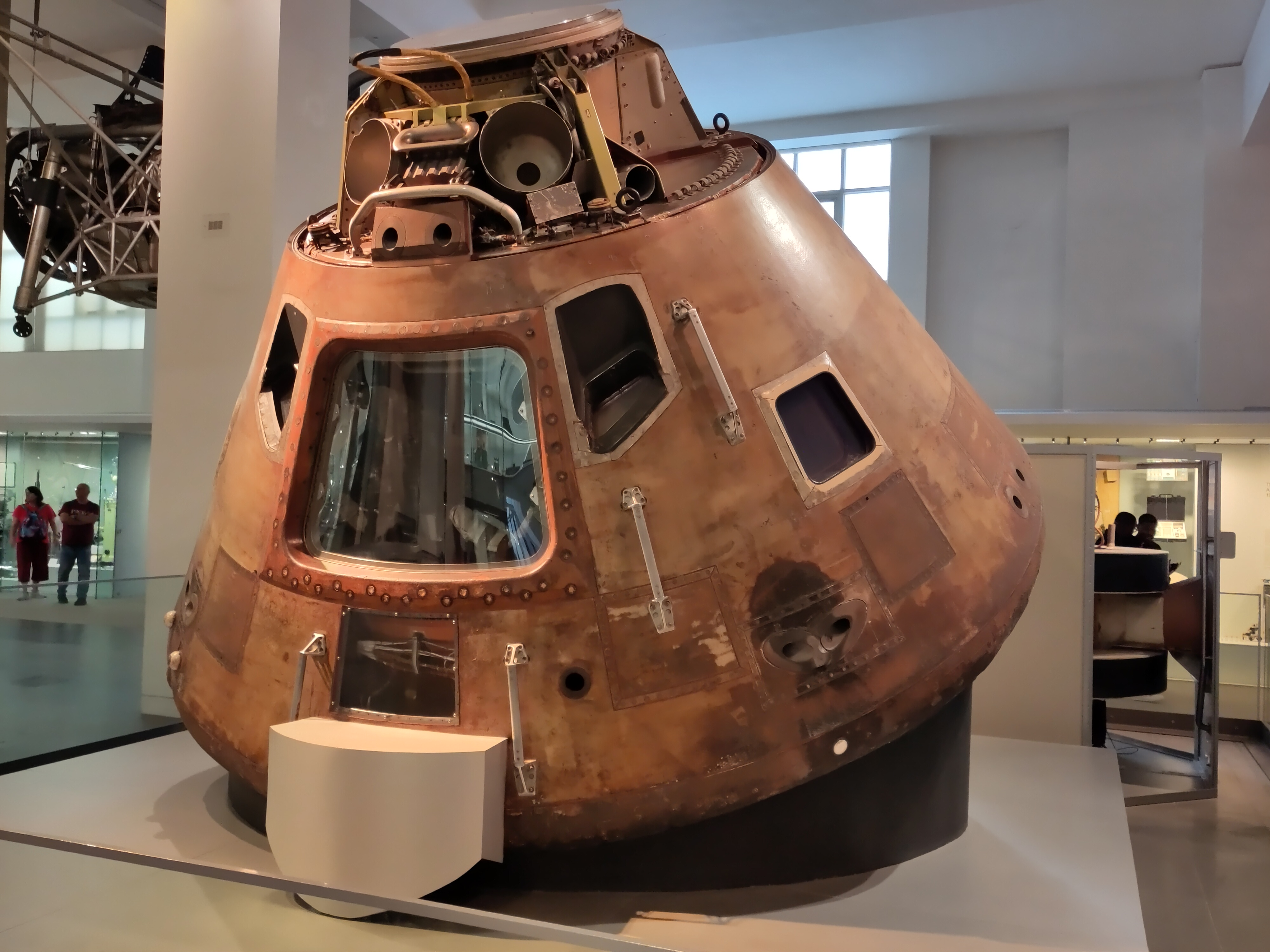
Mô-đun chỉ huy trưng bày tại Bảo tàng Khoa học, Luân Đôn, tháng 8 năm 2023

Viện Smithsonian chịu trách nhiệm về mô-đun chỉ huy Charlie Brown kể từ năm 1970. Tàu vũ trụ này đã được trưng bày ở một số quốc gia cho đến khi được Bảo tàng Khoa học Luân Đôn mượn lại vào năm 1978. SM của Charlie Brown bị loại bỏ ngay trước khi quay trở lại Trái Đất và bốc cháy trong bầu khí quyển, làm phân tán những mảnh vỡ khắp Thái Bình Dương.
Sau khi phóng chuyển tiếp Mặt Trăng, tầng thứ ba S-IVB của Saturn V đã được gia tốc vượt qua vận tốc thoát của Trái Đất để trở thành mảnh vỡ vũ trụ; tính đến năm 2020, tầng tên lửa này vẫn nằm trong quỹ đạo quanh Mặt Trời.
Tầng cất cánh của Mô-đun Mặt Trăng Snoopy đã bị ném vào quỹ đạo nhật tâm. Đường bay của nó không được theo dõi sau năm 1969 và trở nên bặt vô âm tính. Vào năm 2011, một nhóm các nhà thiên văn học nghiệp dư tại Anh bắt đầu dự án tìm kiếm. Tháng 6 năm 2019, Hội Thiên văn Vương thất công bố một phát hiện tiềm năng; họ xác định rằng tiểu hành tinh nhỏ bay qua Trái Đất 2018 AV2 có khả năng là Snoopy với độ chắc chắn "98%". Đây là phi thuyền duy nhất được biết từng chở người vẫn còn ở ngoài vũ trụ mà không có phi hành đoàn.
Tầng hạ cánh của Snoopy thì bị loại bỏ trên quỹ đạo Mặt Trăng; dù vẫn chưa xác định được vị trí hiện tại nhưng có khả năng nó đã đâm vào vệ tinh này do sự phân rã quỹ đạo. Nhà khoa học hành tinh Phil Stooke từng nghiên cứu các địa điểm va chạm trên Mặt Trăng của tầng cất cánh. Stooke viết rằng tầng hạ cánh "đã rơi ở một địa điểm không xác định", trong khi một nguồn tin khác cho biết tầng hạ cánh "cuối cùng [đã] va chạm [đâu đó] trong phạm vi một vài độ gần xích đạo ở nửa nhìn thấy được của Mặt Trăng". Trong sách tài liệu (sourcebook) về chương trình Apollo, Richard Orloff và David M. Harland nêu rằng "tầng hạ cánh được để lại ở quỹ đạo tầm thấp, nhưng sự nhiễu loạn gây ra bởi các 'mascon' sẽ khiến quỹ đạo này bị phân rã, dẫn đến việc tầng hạ cánh rơi xuống bề mặt Mặt Trăng".

## Thư viện ảnh

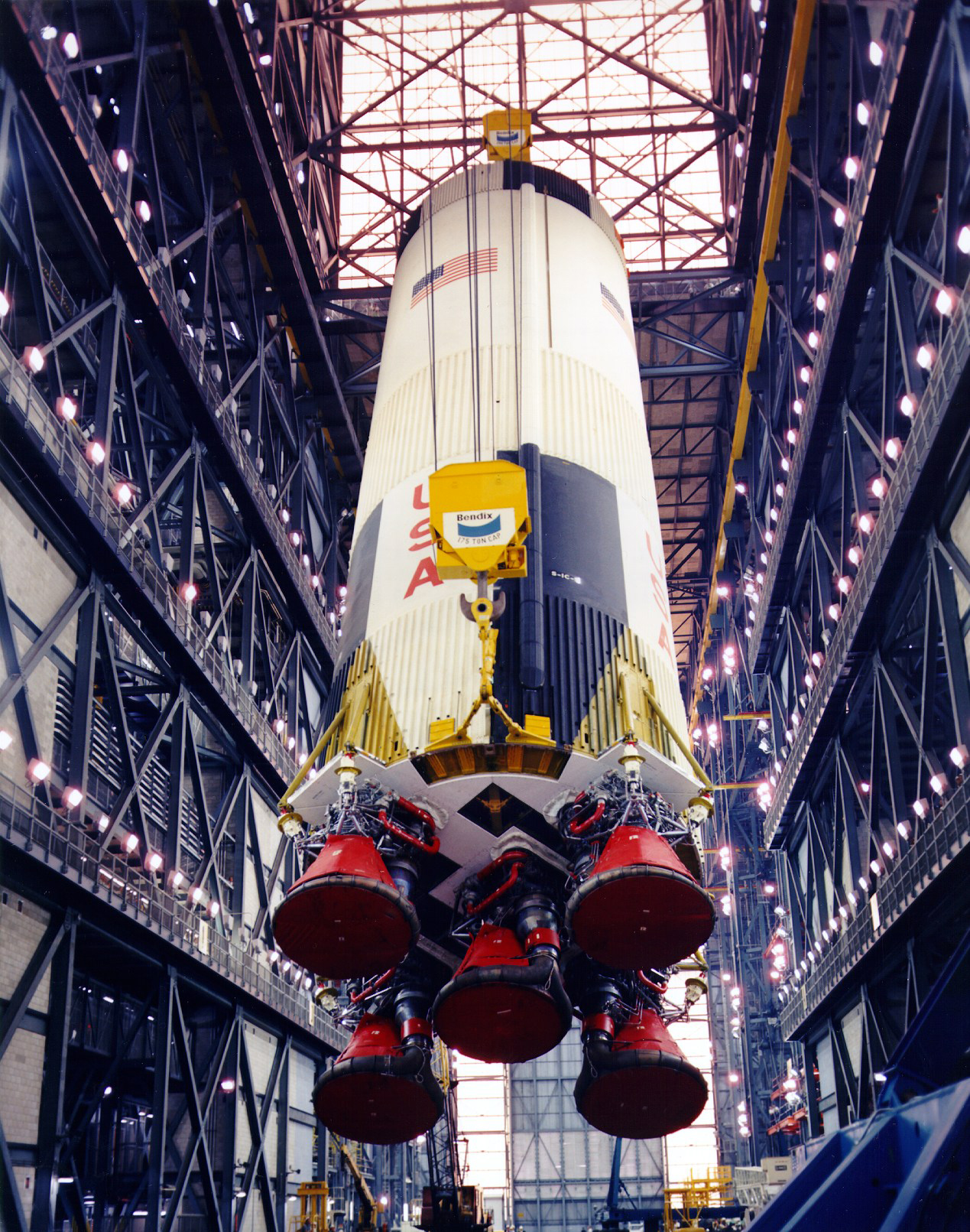
Tầng thứ nhất S-IC bên trong VAB
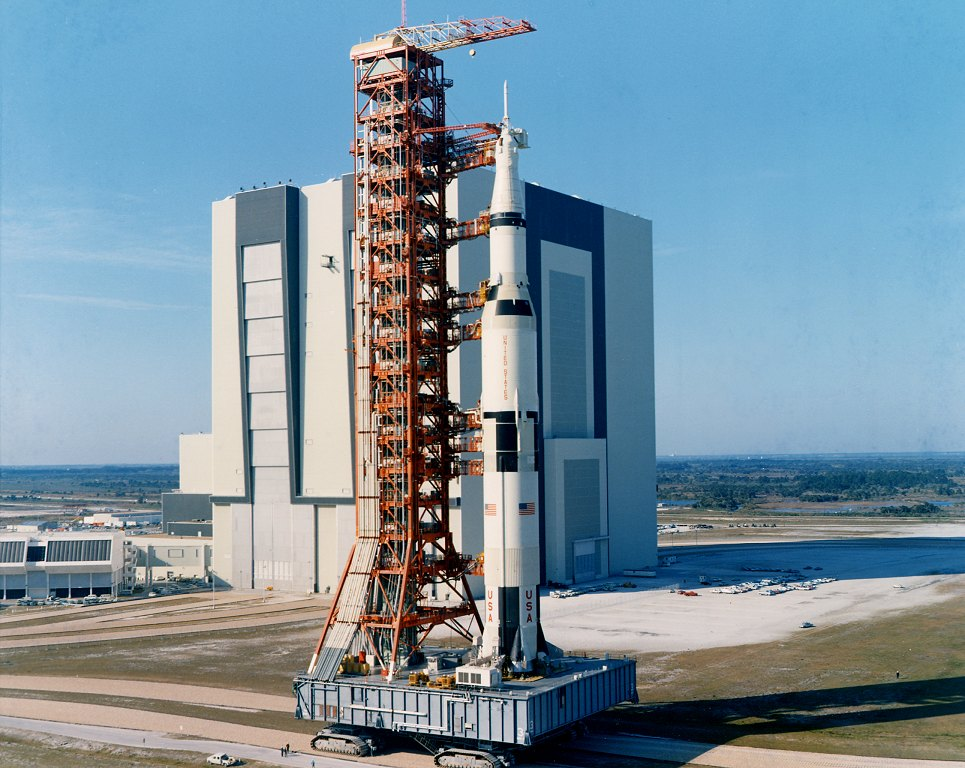
Apollo 10 được đưa tới bệ phóng
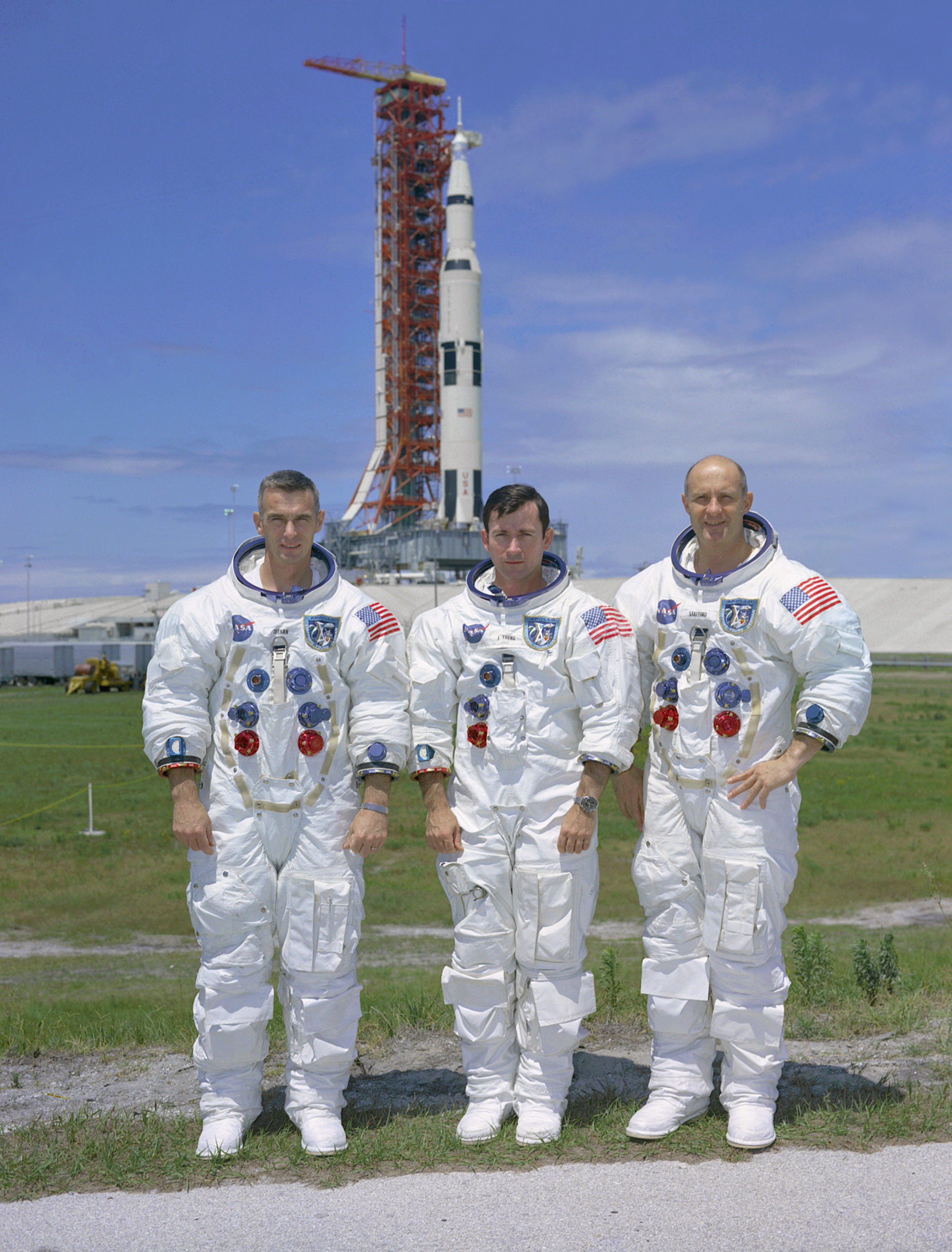
Phi hành đoàn tạo dáng cùng phương tiện phóng; từ trái sang phải: Cernan, Young và Stafford.
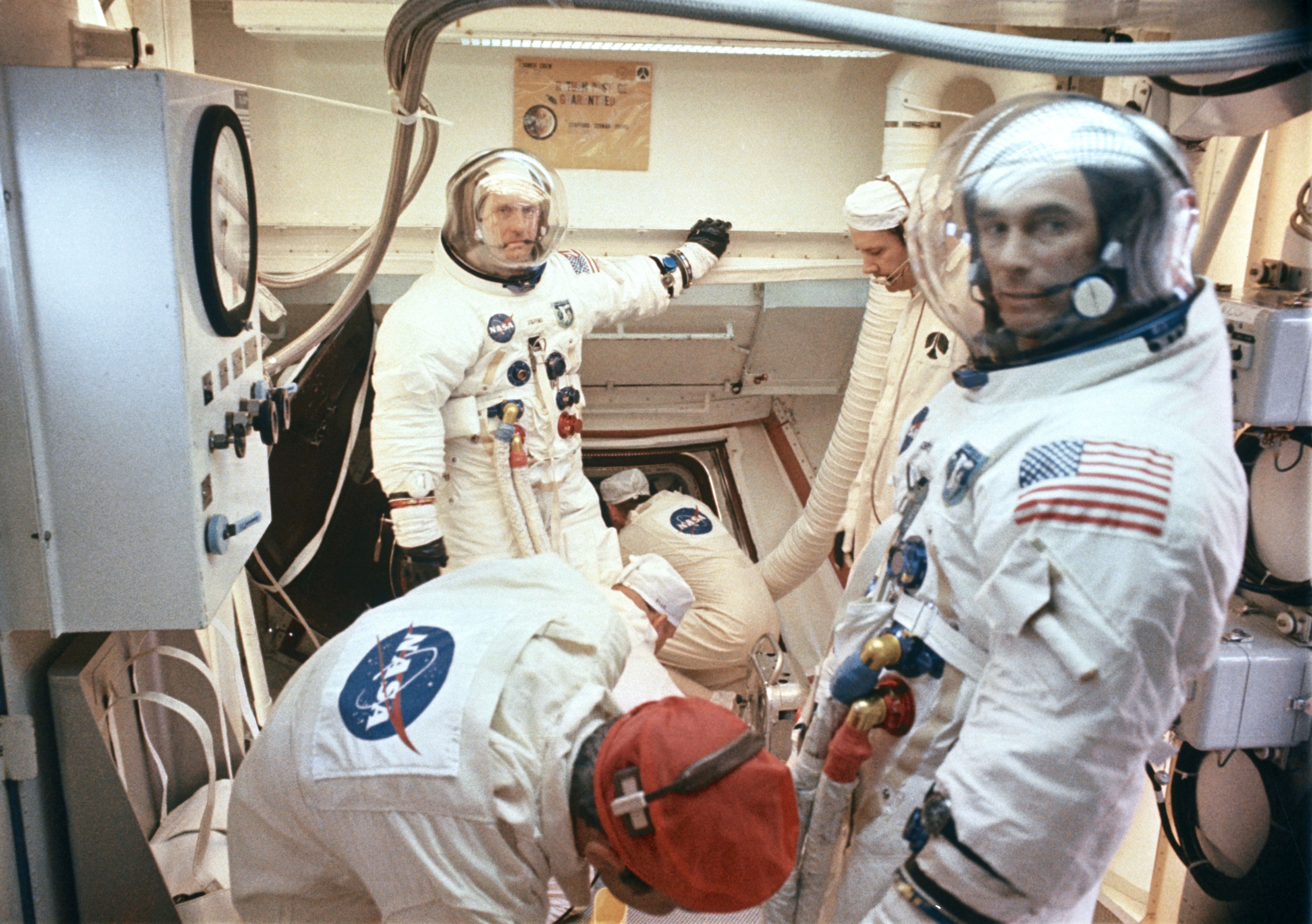
Phi hành đoàn lên mô-đun chỉ huy trước giờ phóng
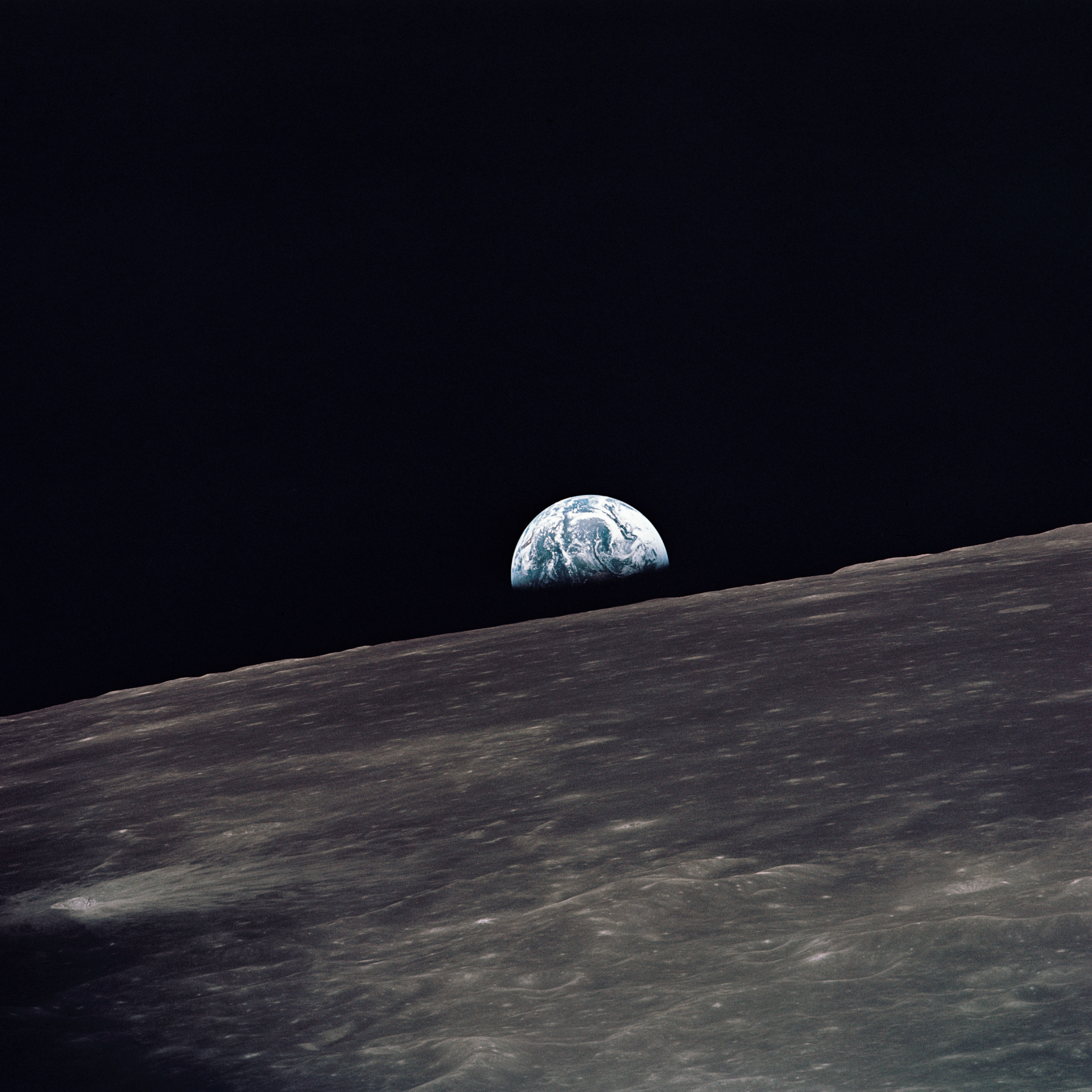
Cảnh tượng Trái Đất mọc nhìn từ Apollo 10
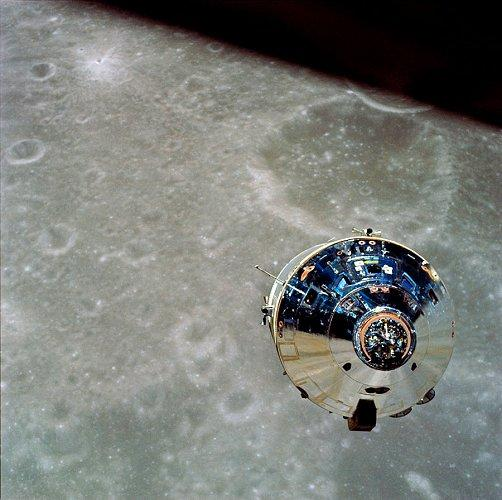
CSM Charlie Brown
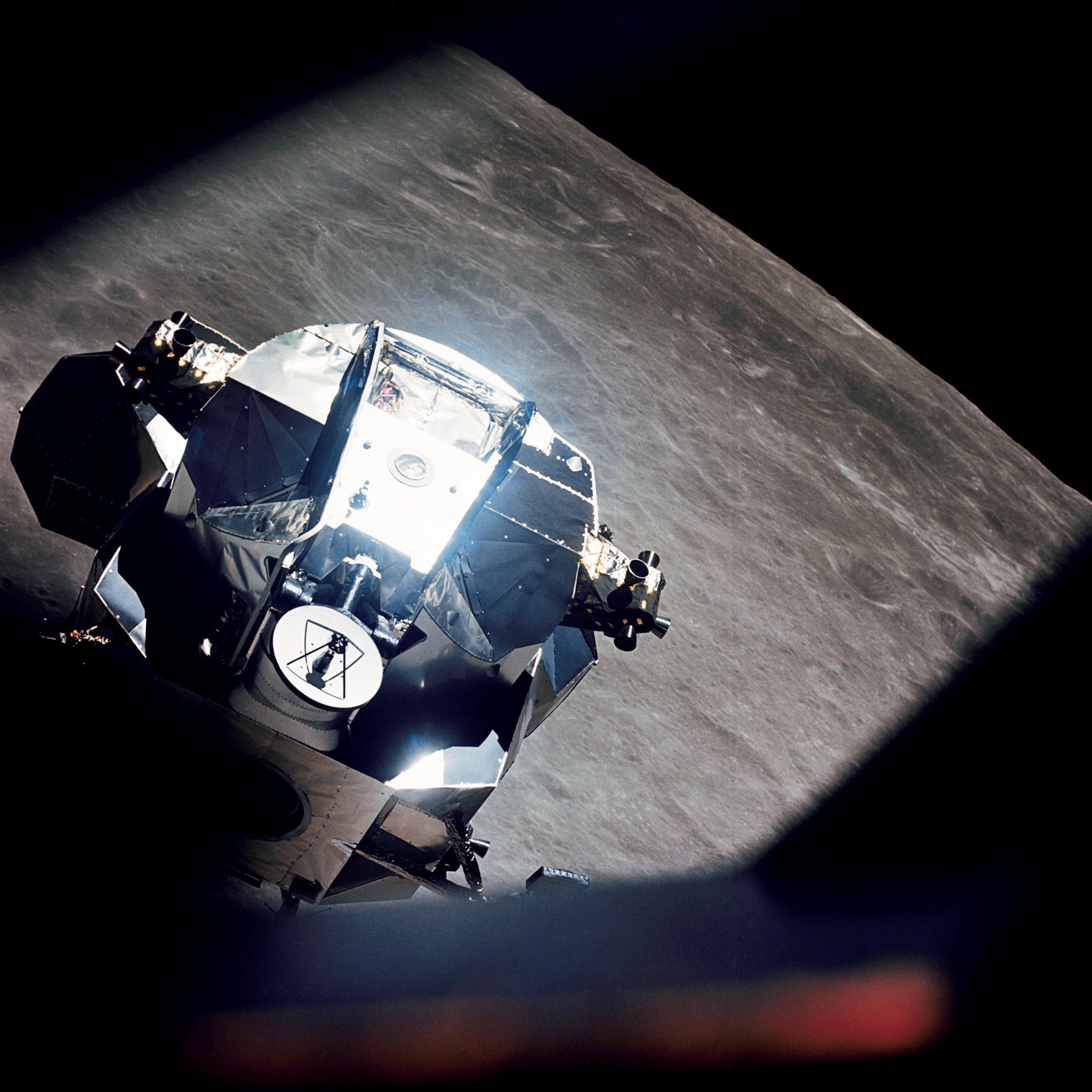
Mô-đun Mặt Trăng Apollo Snoopy chuẩn bị ghép nối với mô-đun chỉ huy
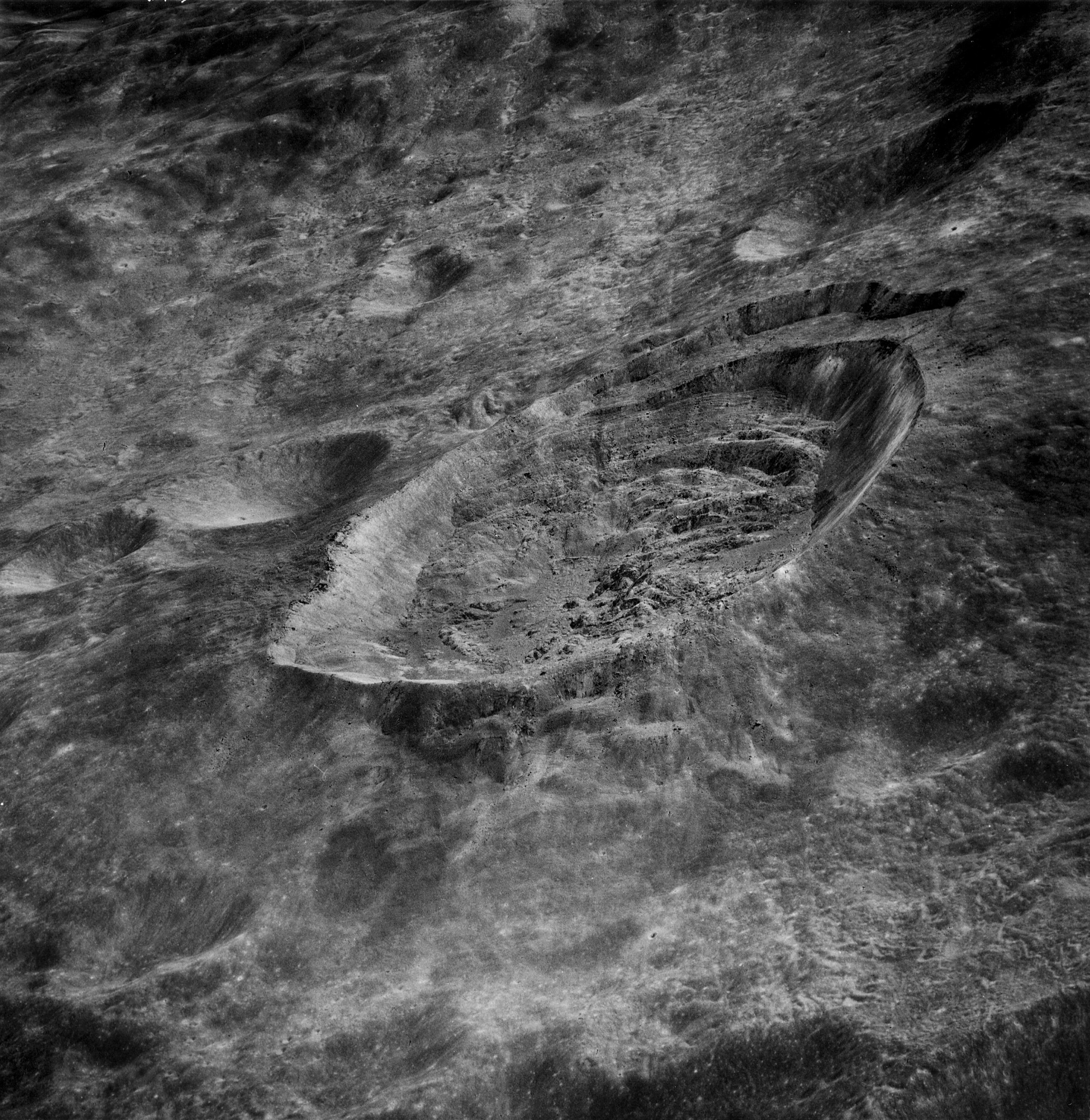
Hố va chạm Necho ở nửa không nhìn thấy được của Mặt Trăng
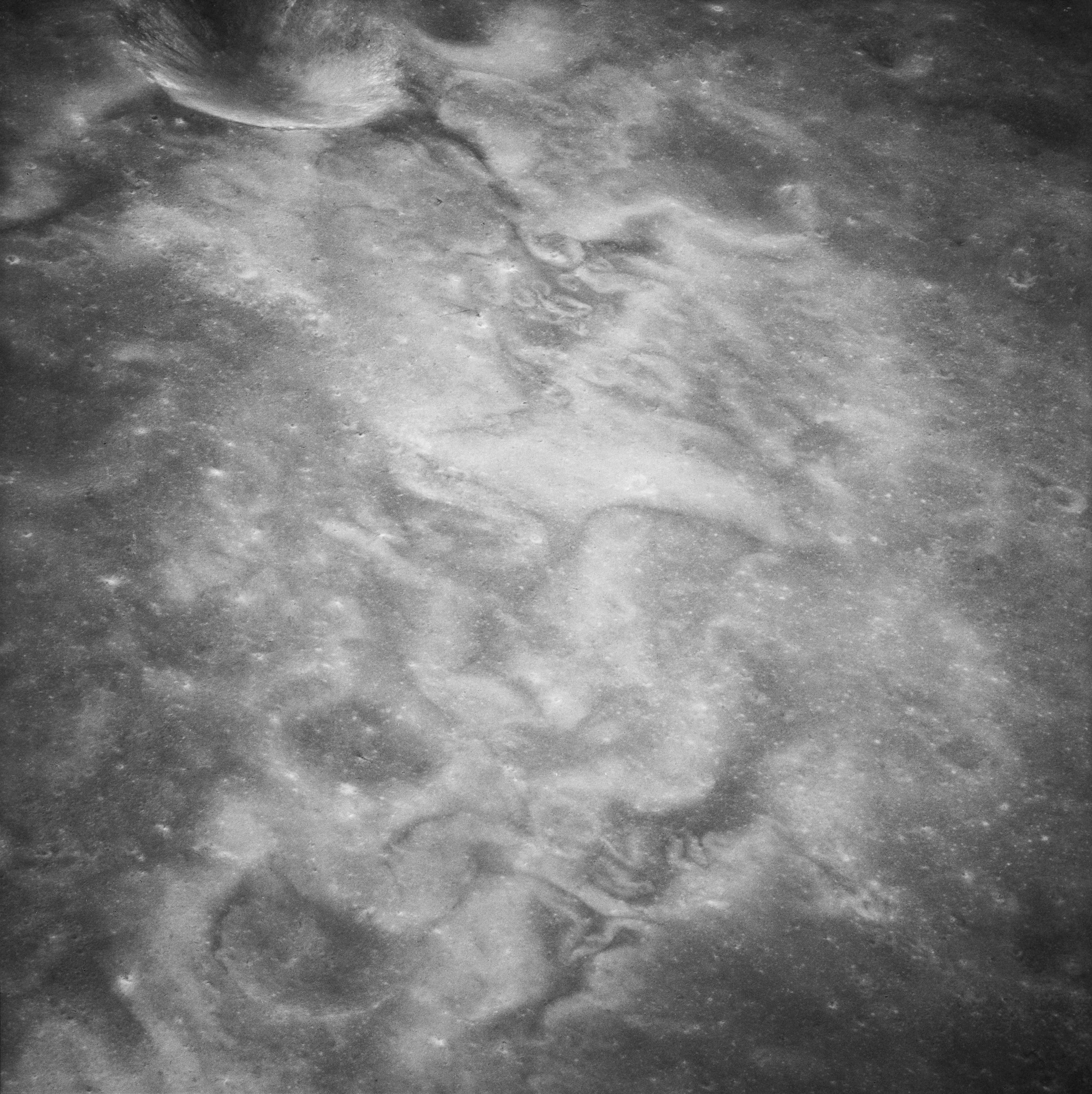
Các xoáy (swirl) có suất phản xạ cao bên trong hố va chạm không tên ở phía đông Firsov